# Architektur in der Zeit des Nationalsozialismus
Architektur in der Zeit des Nationalsozialismus beschreibt Bauvorhaben in der Zeit von 1933 bis 1945 unter dem Einfluss des Nationalsozialismus. Die repräsentative Machtarchitektur des NS-Staates zeigt häufig einen stark reduzierten, durch die Moderne geprägten Neoklassizismus, der auch in anderen, demokratischen Ländern sowie der sozialistischen Architektur zu dieser Zeit üblich war. Jenseits der Staatsarchitektur setzten sich etliche bautechnische und architektonische Entwicklungen in gewandelter Form über das Kriegsende hinaus fort, viele NS-Architekten wirkten auch in der Nachkriegszeit weiter.

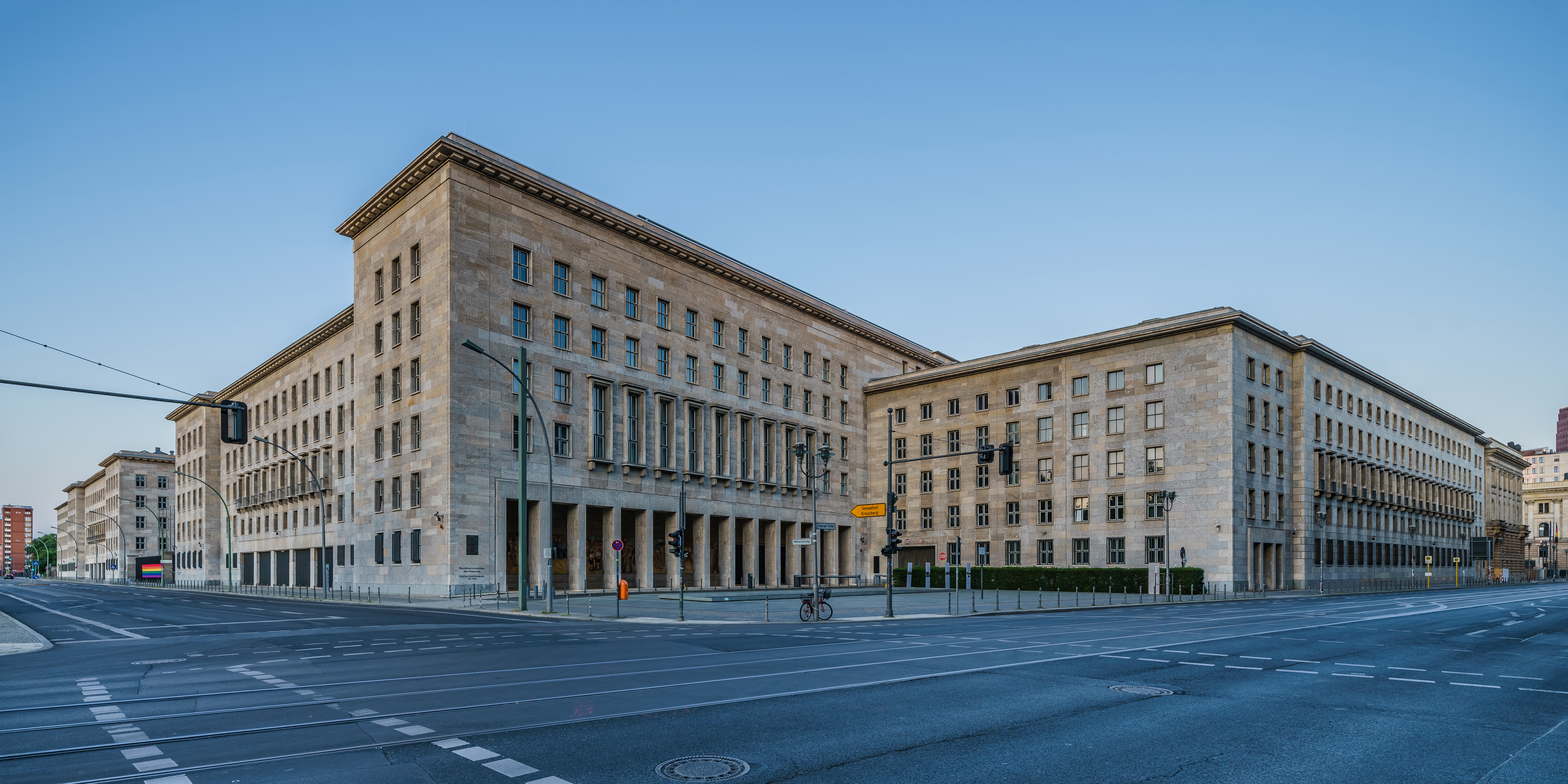
Beispiel für die nationalsozialistische Architektur:
Das Detlev-Rohwedder-Haus an der Wilhelmstraße in Berlin-Mitte, heute Sitz des Bundesfinanzministeriums, wurde 1935 nach Plänen von Ernst Sagebiel als Reichsluftfahrtministerium gebaut

## Allgemeines

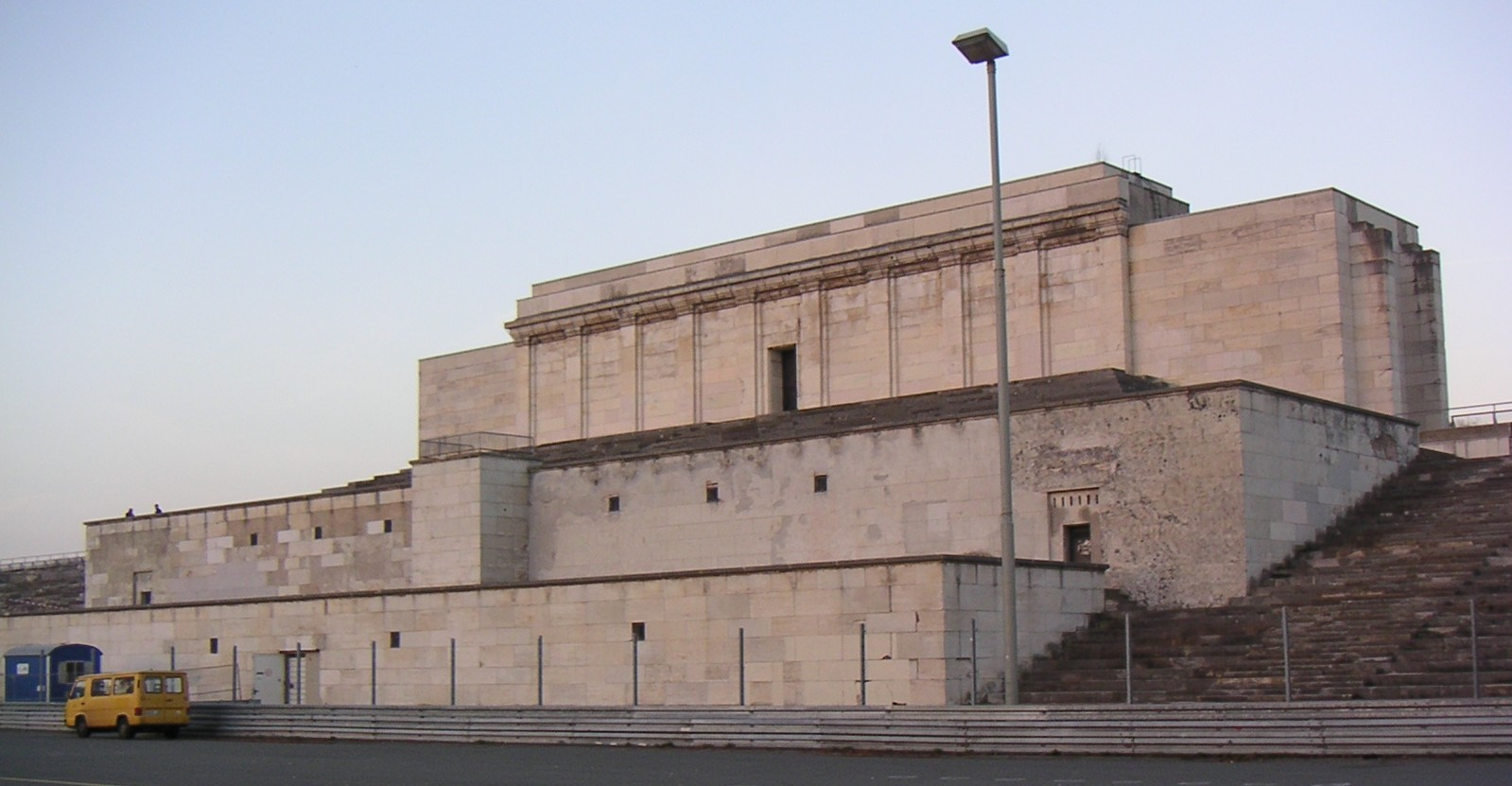
Überreste der Zeppelinhaupttribüne in Nürnberg

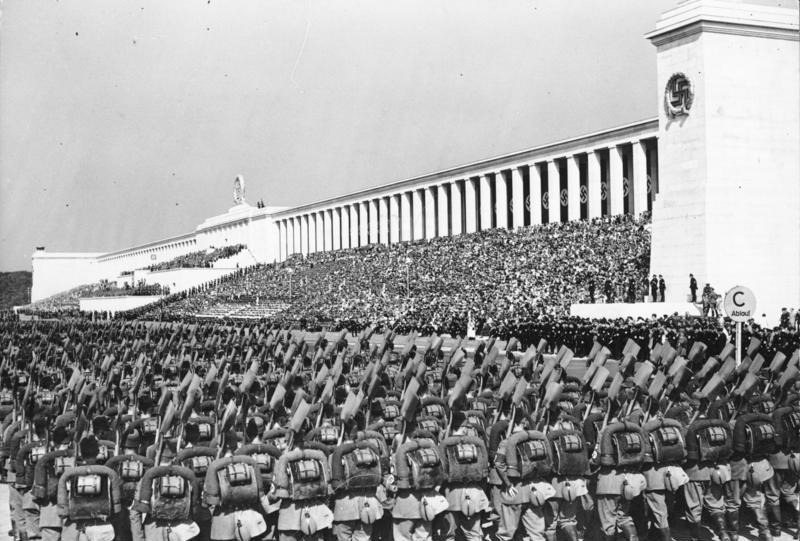
Zeppelinwiese, 1937

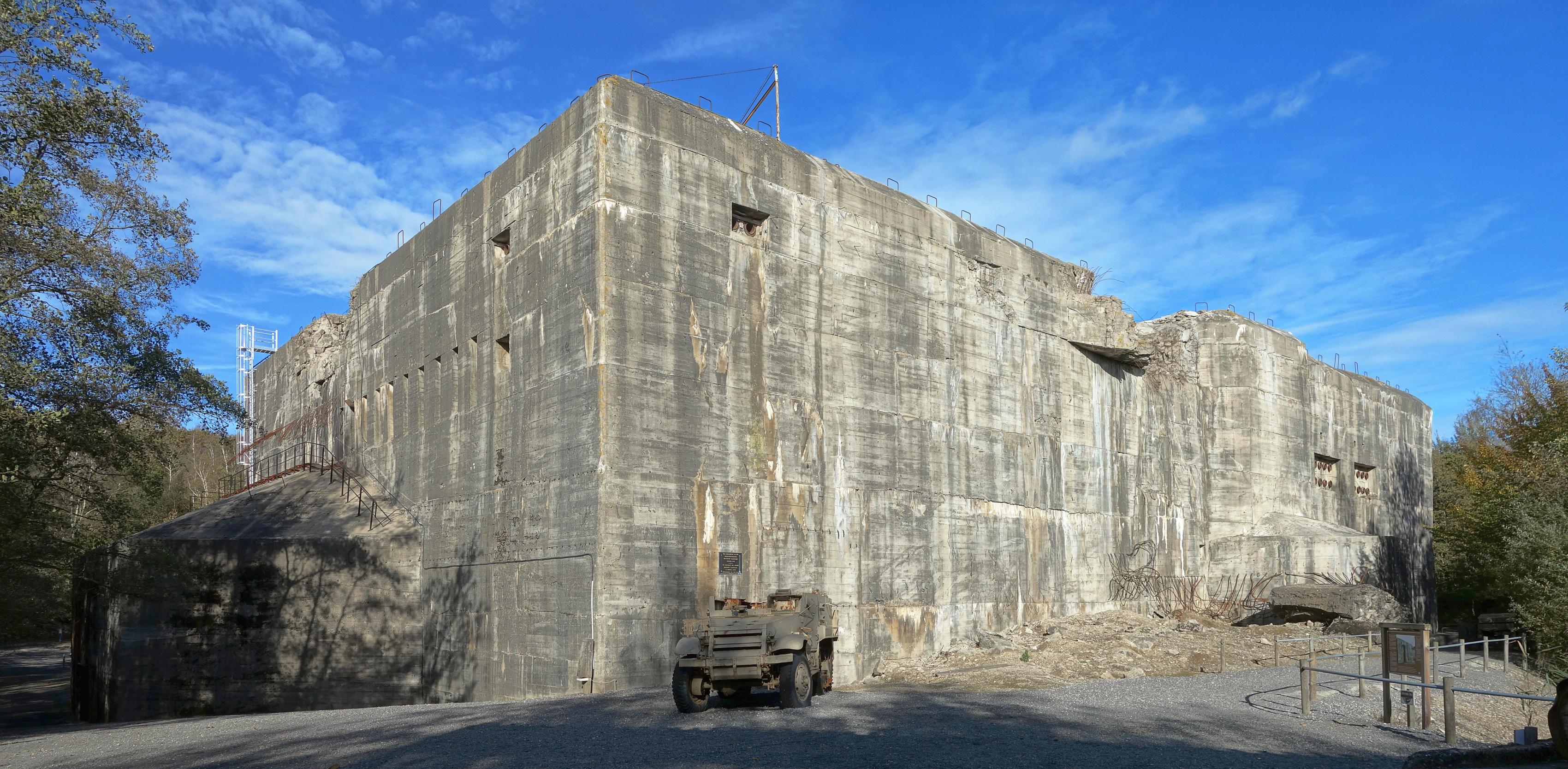
Militärische Zweckarchitektur des Atlantikwalls: Bunker de Watten 1943

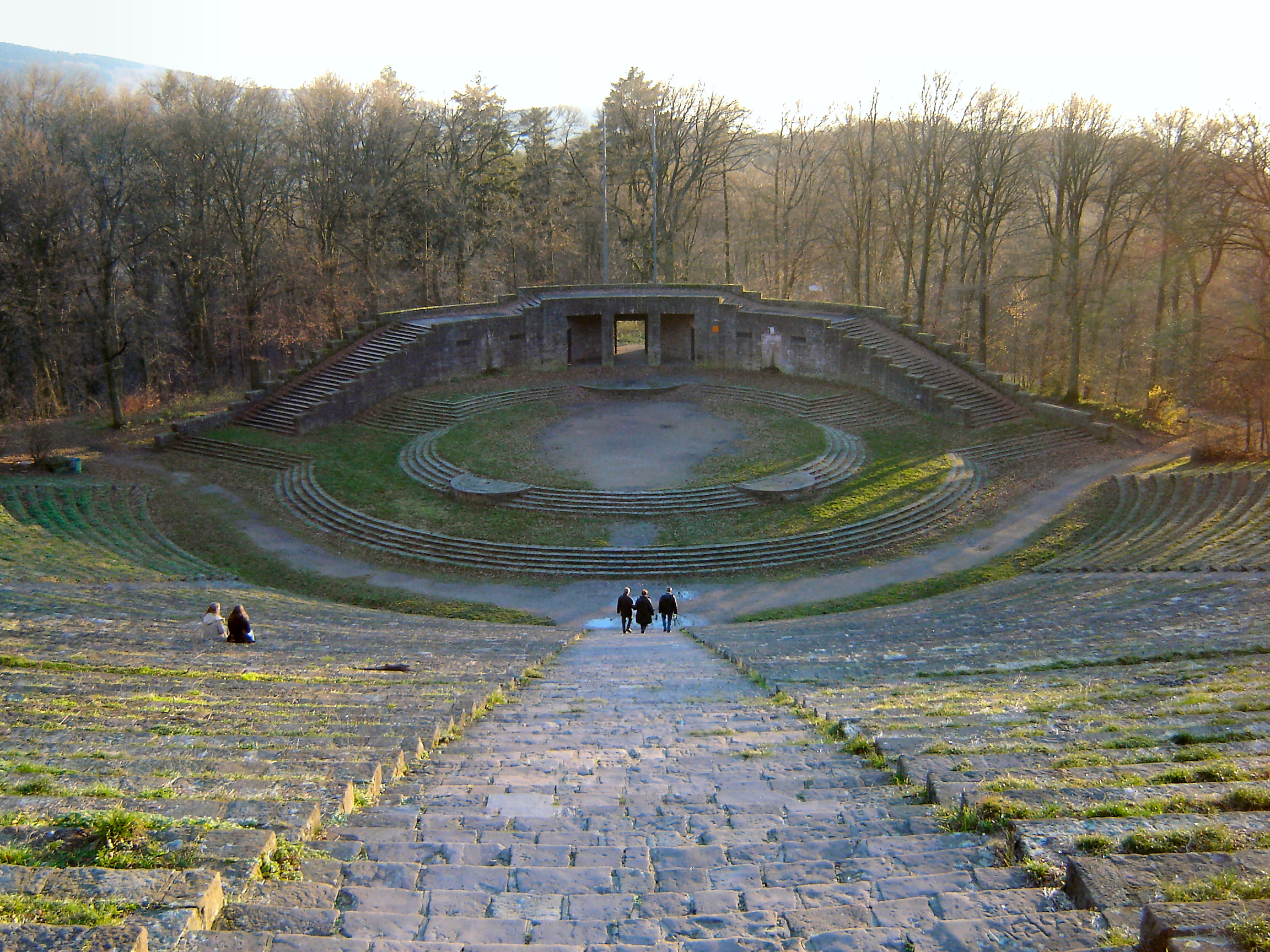
Heidelberger Thingstätte

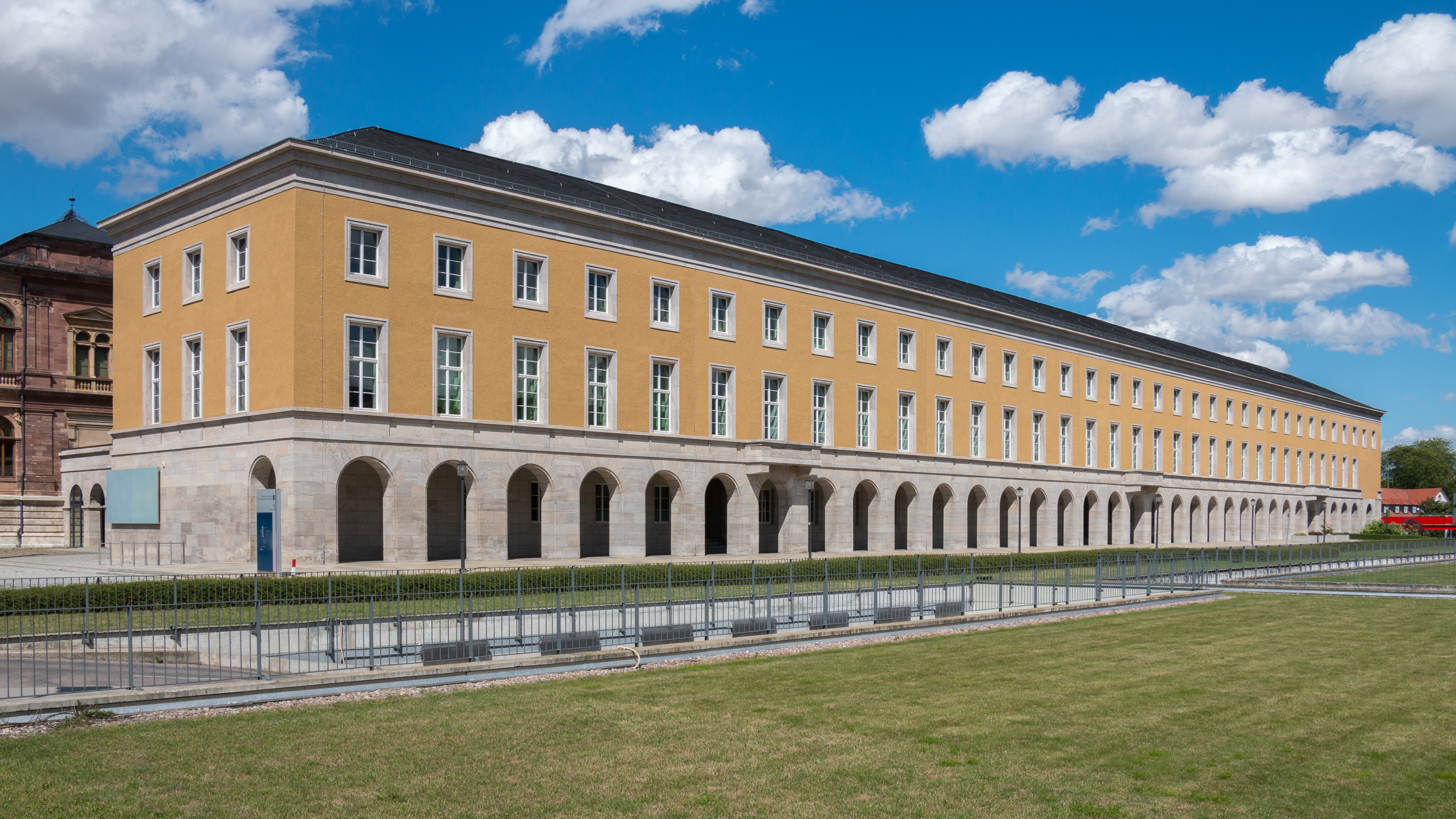
Gauforum Weimar

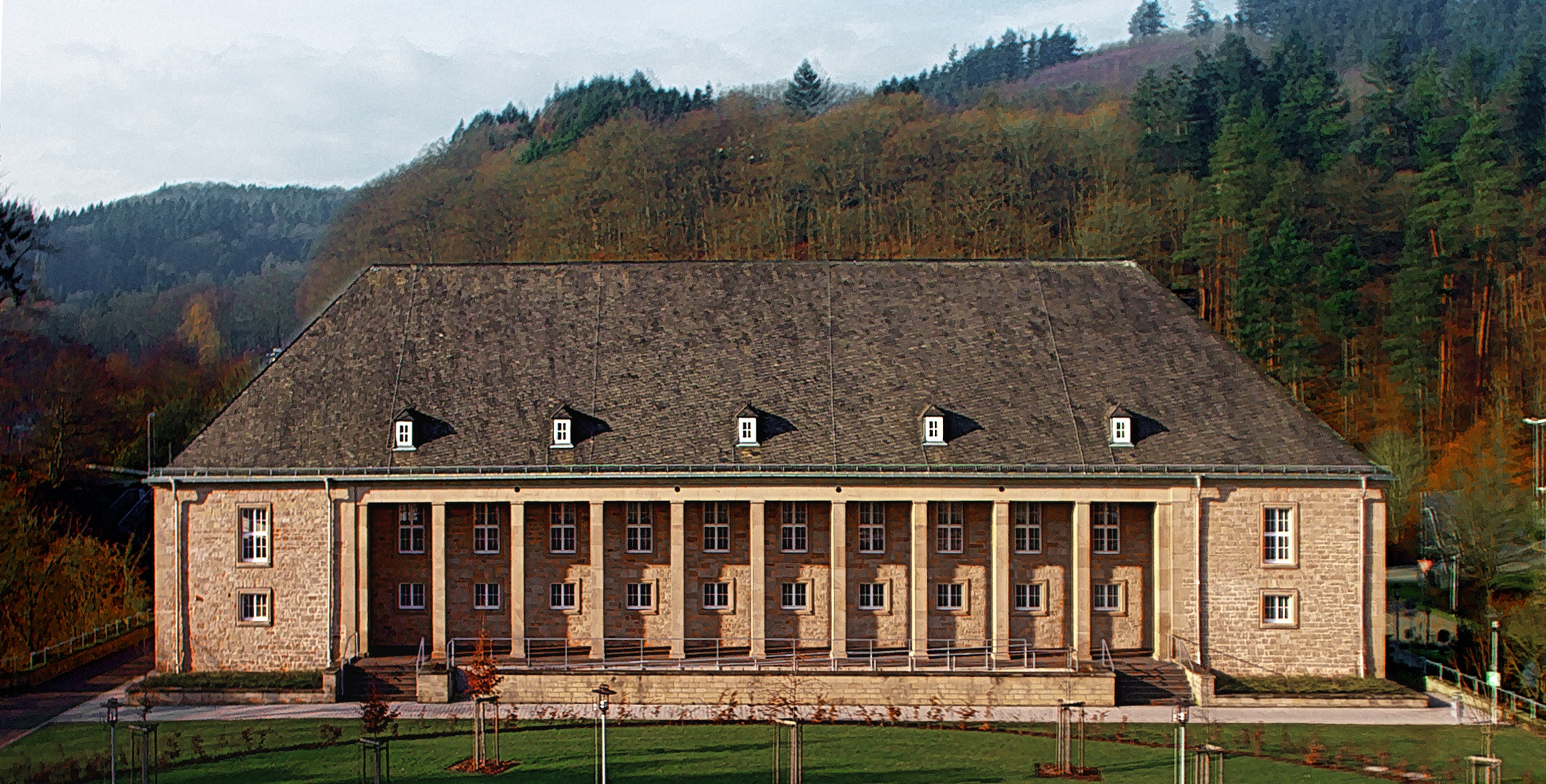
Sporthalle der ehemaligen Lehrerbildungsanstalt Trier

Die Machthaber und deren Architekten und Planer beanspruchten, einen „nationalsozialistischen Stil“ auf Grundlage des ererbten Fundus europäischer Bautypologie und -morphologie entwickelt zu haben. Zugleich wurden im weitesten Rahmen zeitgenössische Strömungen sowie persönliche Anregungen des deutschen Diktators Adolf Hitler verarbeitet.
Eine dogmatische „Gleichschaltung“ des Bauens im Dritten Reich fand nicht statt, sondern äußerte sich eher durch Nichtbeachtung abweichender Architekten bei der staatlichen Groß-Bauauftragsvergabe. Manche privaten und industriellen Bauten richteten sich so auch nach 1933 noch nach dem Stil der internationalen Moderne.
Die staatliche Abneigung gegen den Modernismus manifestierte sich zugleich beispielsweise durch die Selbstauflösung des Bauhauses infolge von Repressalien. Mies van der Rohe suchte als Protagonist der Bauhausschule zwischen 1932 und 1938 noch mehrfach den Schulterschluss mit den Nationalsozialisten, um die Einrichtung im NS-Staat weiterbetreiben zu können. Die Bemühungen blieben vergeblich. Von Zeitgenossen wurde van der Rohe mitunter als Opportunist oder gar als „Steigbügelhalter des Faschismus“ bezeichnet. Im faschistischen Italien hingegen wirkte die minimalistische moderne Bewegung des Rationalismus auch in den 1930er und 1940er Jahren als Staatsarchitektur weiter. Auch in diversen NS-Projekten zeigt sich eher ein für die Moderne typischer strenger Funktionalismus, etwa im ab 1936 gebauten KdF-Seebad Prora.
Völkische Elemente, wie bei der Thingspielbewegung und den vor allem 1933–1935 gebauten Thingstätten, kamen bevorzugt in der Frühzeit des deutschen NS-Regimes zum Tragen und finden sich auch in der SS-Architektur der NS-Ordensburgen wieder. Darüber hinaus wurde die stärkere Einbeziehung von Landschafts- und Naturschutz in architektonische Planungen betont und teilweise – so personifiziert durch Alwin Seifert – auch umgesetzt.
Paul Schultze-Naumburg, der Hauptvertreter der Heimatschutzarchitektur, fiel allerdings 1935 bei Hitler in Ungnade. Zum „Stararchitekten des Dritten Reichs“ wurde Albert Speer mit einer neoklassizistischen, Elemente der Moderne aufnehmenden wie traditionelle Baugedanken und -formen zitierenden Formensprache und einer durchrationalisierten Bautechnik. An technischen und industriellen Anlagen verstand auch die Architektur des Nationalsozialismus das Gebot der Funktionalität als Kennzeichen des technologischen Fortschritts, etwa bei der Formensprache des Atlantikwalls.
Nach dem österreichischen Architekturhistoriker Helmut Weihsmann (* 1950) lassen sich sechs formal-ästhetische Tendenzen innerhalb der Bausparten feststellen:
- Klassizismus für Propaganda-, Staats- und Parteibauten,
- Heimatschutzstil für Siedlungsbauten und Ordensburgen,
- moderate Moderne für Wohn- und Verwaltungsbauten,
- pathetischer Funktionalismus für Kasernen, Heeresbauten und Industrieverwaltungsbauten,
- versachlichter Funktionalismus für Sportbauten und Stadien,
- Neue Sachlichkeit für Technik-, Industrie- und Fabrikbauten.

In den formalen Erscheinungen ist Weihsmann zufolge keine einheitliche Kunstdoktrin zu finden, unverkennbar sei eine spezifische städtebauliche Doktrin gewesen. Realisierte Vorhaben waren beispielsweise
- Partei- und Regierungsgebäude
- Kultstätten (Thingstätten, z. B. in Heidelberg)
- Schulen und Quartiere für die politische und militärische Elite
- Stadt-, Großraums- und Verkehrsplanung
- Dorf(um)gestaltung im Zusammenhang mit „Heimatpflege“
- Siedlungspläne für neu zu erschließende Siedlungsräume im „Großdeutschen Reich“
- Heime der Hitlerjugend und anderer NS-Gemeinschaften
- Industriebauten und Infrastruktur (Reichsautobahnen, Brücken, Staudämme)

Selbst Maler mit architektonischen Ambitionen, maß Adolf Hitler die Größe einer Epoche an den Zeugnissen ihrer Kultur: je größer diese waren, desto erhabener war aus seiner Sicht die Epoche. Kennzeichnend für die Bedeutung, die Hitler der Architektur einräumte, waren seine Worte anlässlich der ersten Architektur- und Kunstausstellung im Haus der Deutschen Kunst in München am 22. Januar 1938:

„Wenn Völker große Zeiten innerlich erleben, so gestalten sie diese Zeiten auch äußerlich. Ihr Wort ist dann überzeugender als das gesprochene. Es ist das Wort aus Stein!“

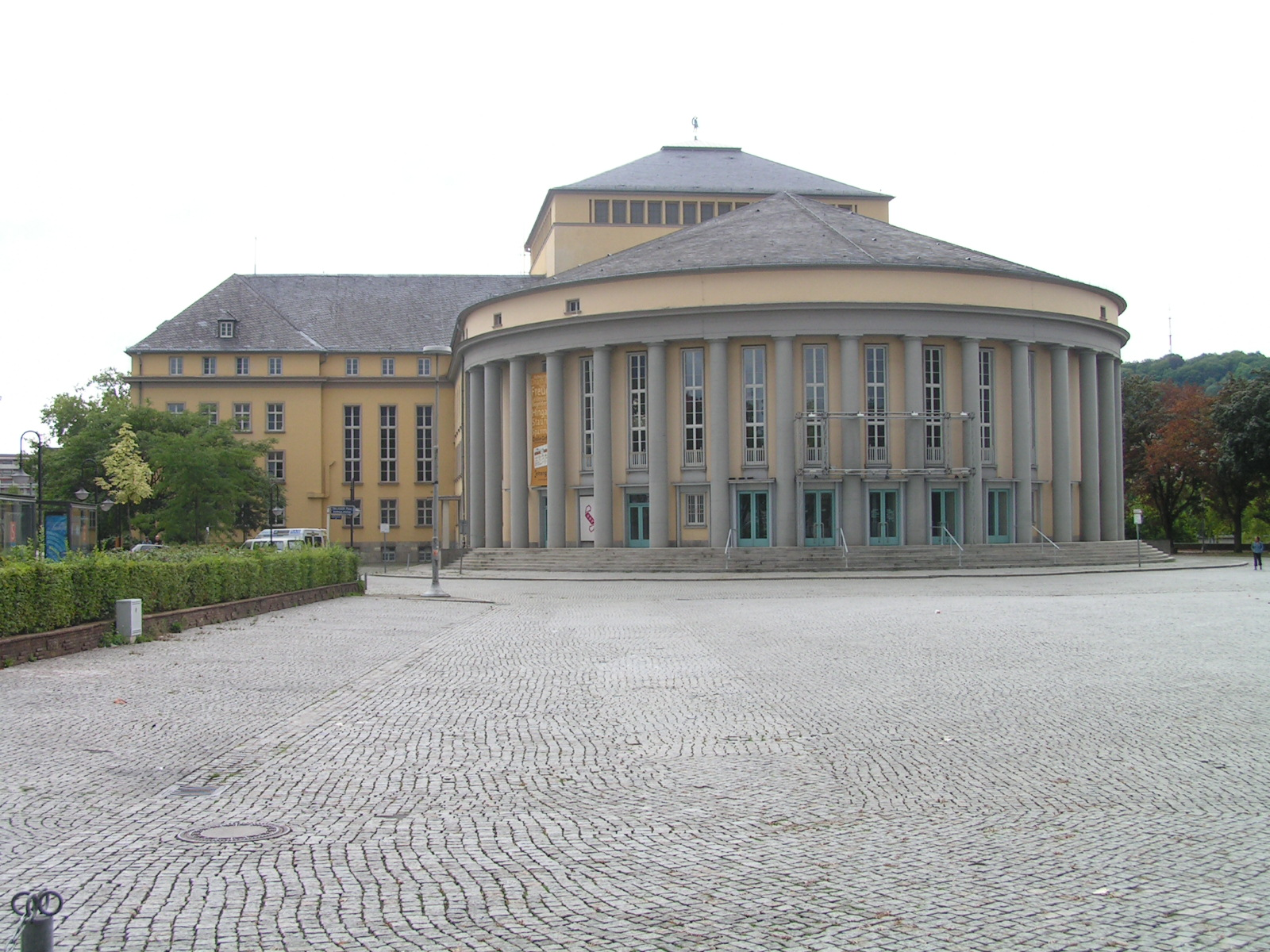
Saarländisches Staatstheater, Saarbrücken, erbaut 1935–1938 als Gautheater Saar-Pfalz

Innerhalb von 15 Jahren wollte er das gesamte Land umbauen und nahm persönlichen Einfluss auf zahlreiche Baumaßnahmen. Seine persönlichen Lieblingsarchitekten waren Paul Ludwig Troost, nach dessen Tod kurzzeitig Ludwig Ruff, später Albert Speer und Hermann Giesler, der beispielsweise Hitlers Lieblingsstadt Linz (in der er einige Jugendjahre verbrachte) im größten Maßstab umgestalten sollte. Das „Wort aus Stein“ wurde auch propagandistisch (beispielsweise mit entsprechenden Filmen) verbreitet. Je fortgeschrittener und hoffnungsloser der Kriegsverlauf und je unrealistischer die tatsächliche Realisierung, desto maßloser wurden die Pläne: Gigantomanische Gebäude, breite Freitreppen, wuchtige Pfeiler, lange und schnurgerade Prachtstraßen (sogenannte „Achsen“) und maßlose Pläne ohne praktischen Zweck, wie zum Beispiel die geplante „Halle des Volkes“ in Berlin. Die „Neugestaltungspläne“ verlangten exorbitante Mittel an Geld, Baustahl (der bald wichtiger für Rüstungsaufgaben benötigt wurde), Natursteinen (die aus ganz Europa herbeigeschafft wurden) und Arbeitskräften, die für das Deutsche Reich nur mit Mitteln der staatlichen Zwangswirtschaft sowie Ausbeutung der Nachbarstaaten (Zwangsarbeit) zu gewinnen waren. Hier ist eines der Motive Hitlers für den Angriffskrieg zu finden. Nebenbei hätten die Uniformität und die Megalomanie der Baupläne Hitlers, wie Weihsmann anmerkt, auch ohne den Bombenkrieg zur Selbstzerstörung der deutschen Innenstädte geführt. Zu den alliierten Bombenangriffen auf Berlin sind Anmerkungen Hitlers überliefert, wonach er sie zur Platzschaffung für die geplanten Neubauten eigentlich begrüßte. Und selbst die Zerstörung der Bauten wurde mit einkalkuliert, ja sie wurden mit dem ausdrücklichen Ziel gebaut, selbst noch „in Jahrtausenden“ als Ruinen eindrucksvoll zu erscheinen (sogenannte „Ruinenwerttheorie“).

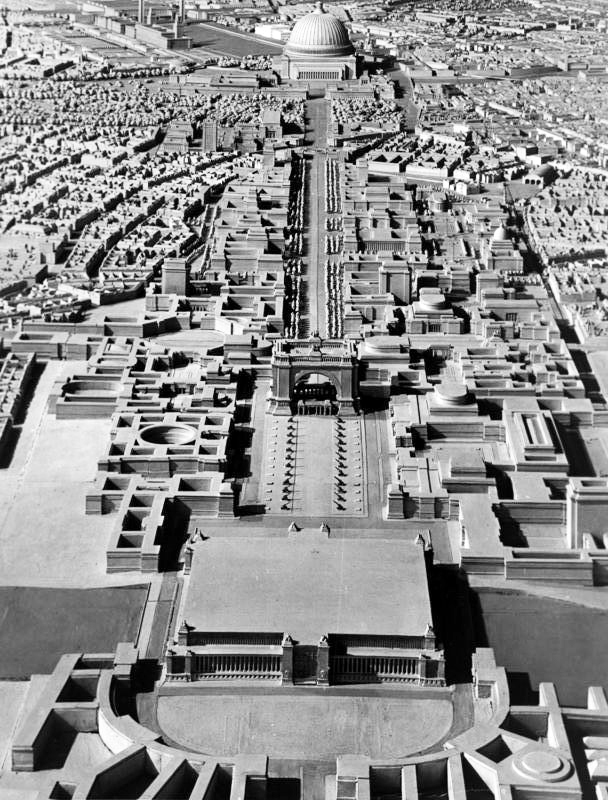
Modell zur Umgestaltung der Reichshauptstadt Berlin in „Germania“, 1939

Berlin sollte vom Generalbauinspektor für die Reichshauptstadt prunkvoll zur Reichshauptstadt Germania umgebaut und eine Stadt mit acht Millionen Einwohnern werden, München als „Hauptstadt der Bewegung“ und Nürnberg als „Stadt der Reichsparteitage“ ausgebaut, Linz zu einem herausragenden europäischen Kulturzentrum und Hamburg zum europäischen Welthandelszentrum werden. Hitler wollte ganze Stadtviertel verlegen lassen, damit seine breiten Prachtstraßen und prunkvollen Gebäude Platz fänden. Die „Gesundung der deutschen Städte“ sollte durch „Entschandelungsmaßnahmen“, „Entkernung“ und „Flächenbereinigung“ erreicht werden, wobei auf vorhandene, dem Ideal nicht entsprechende Bausubstanz keinerlei Rücksicht genommen wurde. Damit war eine bevölkerungsselektive Steuerung beabsichtigt (Beseitigung von Juden und „Asozialen“, Zerschlagung politisch unzuverlässiger Arbeiterquartiere in den Innenstädten). Die regimetreue Jugend hingegen sollte in einem weltanschaulich perfekten Rahmen aufwachsen. In der Frühzeit des Regimes entstanden an verschiedenen Orten Deutschlands NSDAP-Ordensburgen und Adolf-Hitler-Schulen, propagandistisch verklärt wurde die Einrichtung von Erholungszentren der KdF-Organisation wie beim Seebad Prora.

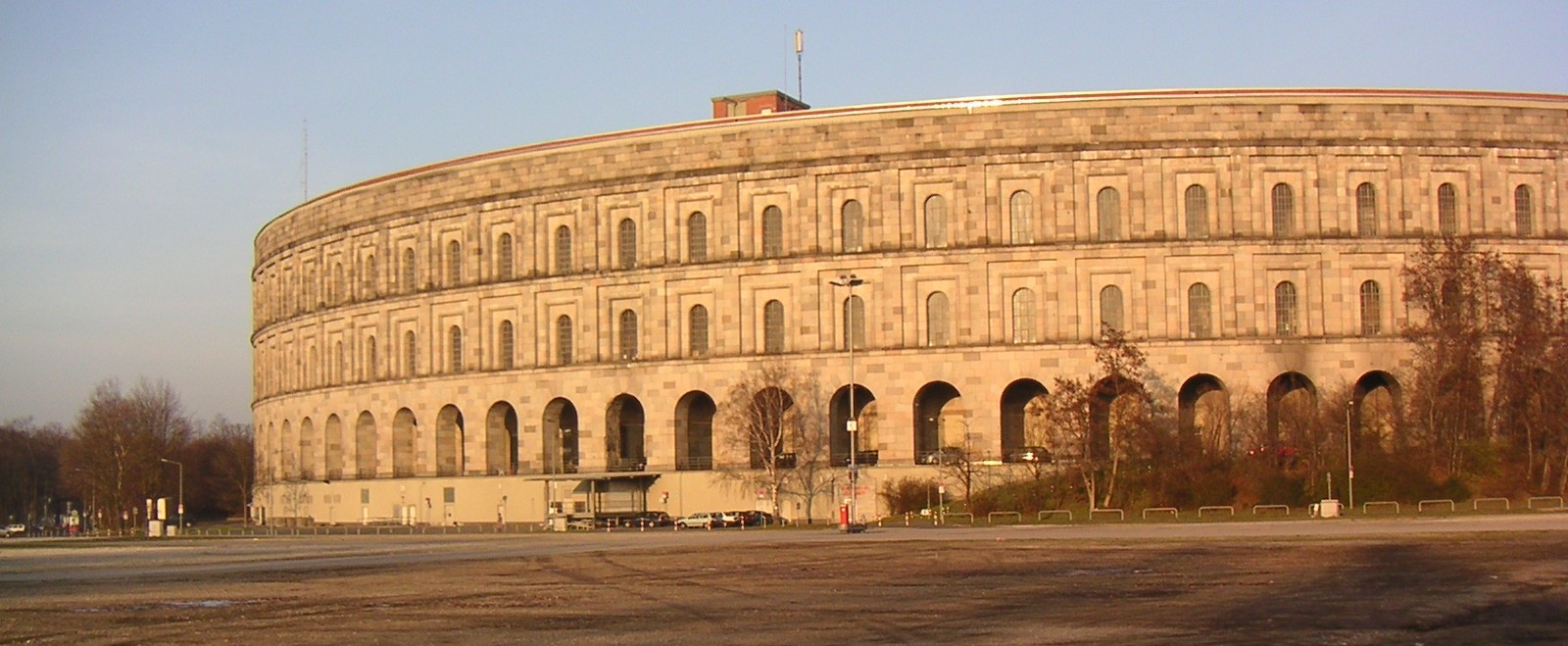
Reichsparteitagsgelände Nürnberg – die Kongresshalle

Aber nicht nur im Deutschen Reich selbst, sondern auch in den zu erobernden Gebieten, etwa im sogenannten „Generalgouvernement“, sollten Städte erschlossen und umgestaltet werden. Europa sollte mit einem Netz von Breitspurbahnen durchzogen werden, auch Planungen für futuristische Einwegbahnen wie die Alwegbahn stammen noch aus der Kriegszeit. Himmler als „Reichskommissar für die Festigung deutschen Volkstums“ wollte für die neuen deutschen Siedler im Osten Städte und Dörfer anlegen und diese durch beste Straßen verbinden. Ihm schwebte die Idee eines mit „germanischen Wehrbauern“ (zugleich Bauern und Soldaten) besiedelten Osteuropa vor, die Energieversorgung sollte durch dezentrale Windenergieanlagen nach technischen Konzepten Ulrich W. Hütters gewährleistet werden. Heinrich Himmler plante ab 1935 den Ausbau der Wewelsburg bei Paderborn als „Kultstelle“ für seine Schutzstaffel. Zuständiger Architekt war Hermann Bartels.

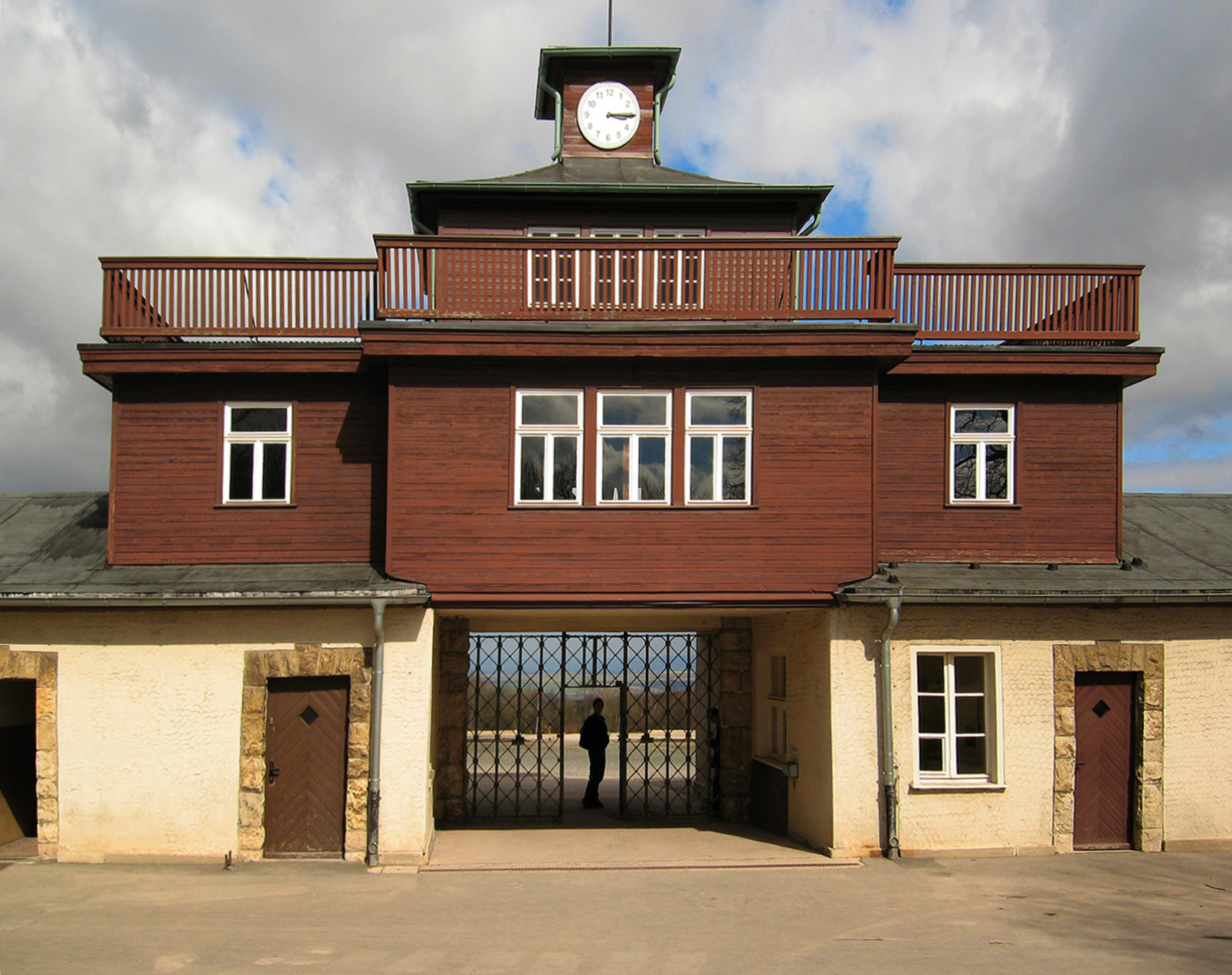
Eingangstor der Gedenkstätte KZ Buchenwald

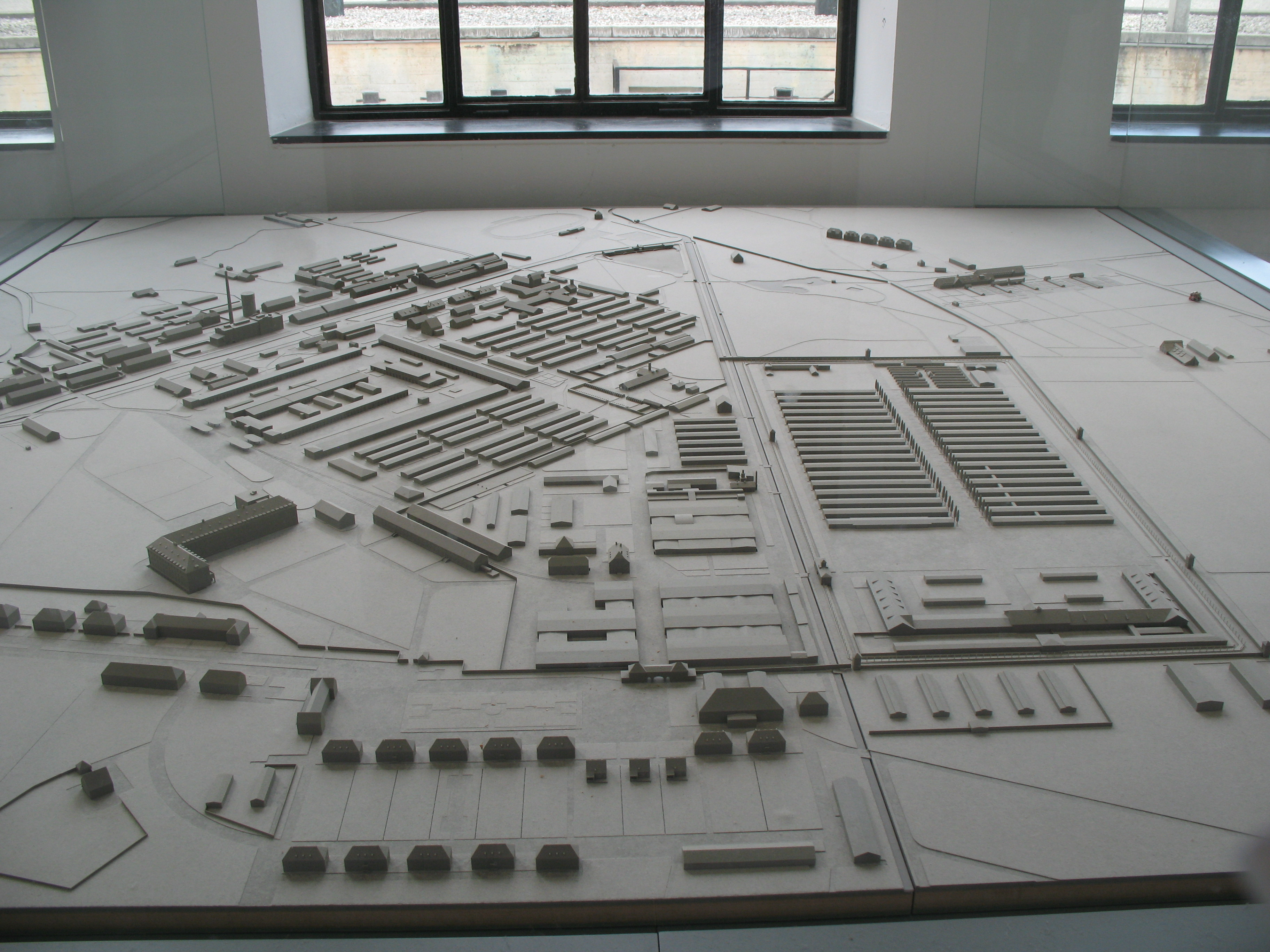
Architekturmodell des KZ Dachau

Die komplette Umgestaltung der Städte sowie die Errichtung und Vollendung der „Kultstätten“ und Prachtbauten durch die Nationalsozialisten wurden durch den Verlauf des Zweiten Weltkriegs verhindert. Parallel war bereits 1940/1941 eine Vielzahl von Fachpublikationen zu Detailaspekten des Wiederaufbaus vorgelegt worden. Diese Anstrengungen wurden ab 1943 in einem zentralen „Arbeitsstab für den Wiederaufbau bombenzerstörter Städte“ unter Leitung Albert Speers koordiniert, der faktisch auch eine militärische Niederlage mit einbezog. Die hier vertretenen Architekten und ihre planerischen und baulichen Überlegungen spielten – mit Ausnahme von Speer selbst – noch Jahrzehnte nach Kriegsende eine wichtige Rolle. Ihre modernistischen Planungen kamen unter Verzicht auf die NS-Symbolik und repräsentativer „Machtarchitektur“ fast ausnahmslos zum Tragen, Vertreter eines Wiederaufbaus im Heimatstil wurden mit Verweis auf dessen Verwendung zur NS-Zeit diskreditiert.
Hinterlassenschaften der repräsentativen Architektur im Nationalsozialismus sind in vielen deutschen Städten sehr häufig noch in bestehender Nutzung als Verwaltungsgebäude, Ruinen davon u. a. noch auf dem Nürnberger Reichsparteitagsgelände, in Weimar und in München zu sehen. Als steingewordene Monumente eines Machtwillens sollten sie die Ideologie des Nationalsozialismus transportieren und entsprechend propagandistisch wirken. Hierzu dienten die Monumentalität, die asketische Fassadengestaltung und die kultisch-sakrale Inszenierung der Bauten. Die Dimension der Größe, untermauert durch Rekorddaten bezüglich der Bauzeit, der Ausmaße und des Materials, sollte Ausdruck einer höheren Kultur, der Überlegenheit der arischen Rasse sein. Damit wurde der Unterwerfungsanspruch des Dritten Reiches auf architektonische Weise artikuliert. Allein gegenüber der schieren baulichen Größe und Masse verschwand der Einzelne, das Individuum wurde architektonisch und städtebaulich dem regulierten Kollektiv der Masse, der Volksgemeinschaft und der Partei untergeordnet („Einschüchterungsarchitektur“). Ein machtvolles Auftreten sollte in diesen kontrollierten Gemeinschaften möglich sein. Die kultisch-sakrale Komponente ist durch die altarähnlichen Rednerpulte für Hitler fassbar, bestes Beispiel für diese Altäre ist der dem Pergamonaltar nachempfundene Bau der Führertribüne auf dem Zeppelinfeld in Nürnberg.
Hinzu kommt die Ausgestaltung der Fassaden, für die das Kunst-am-Bau-Gesetz erlassen wurde. Die Gestaltung orientierte sich am Zweck der Gebäude. So wurden für das Oberkommando der Wehrmacht (OKW), für die Reichsmarschälle und für die Soldatenhalle in karger Ornamentik militärische Werkzeuge und Waffen dargestellt.
In einem anderen Sinne als repräsentativ für das NS-Regime werden die zumeist von Häftlingen in Zwangsarbeit errichteten KZ-Bauten und heutigen Gedenkstätten empfunden.

## Beispiele

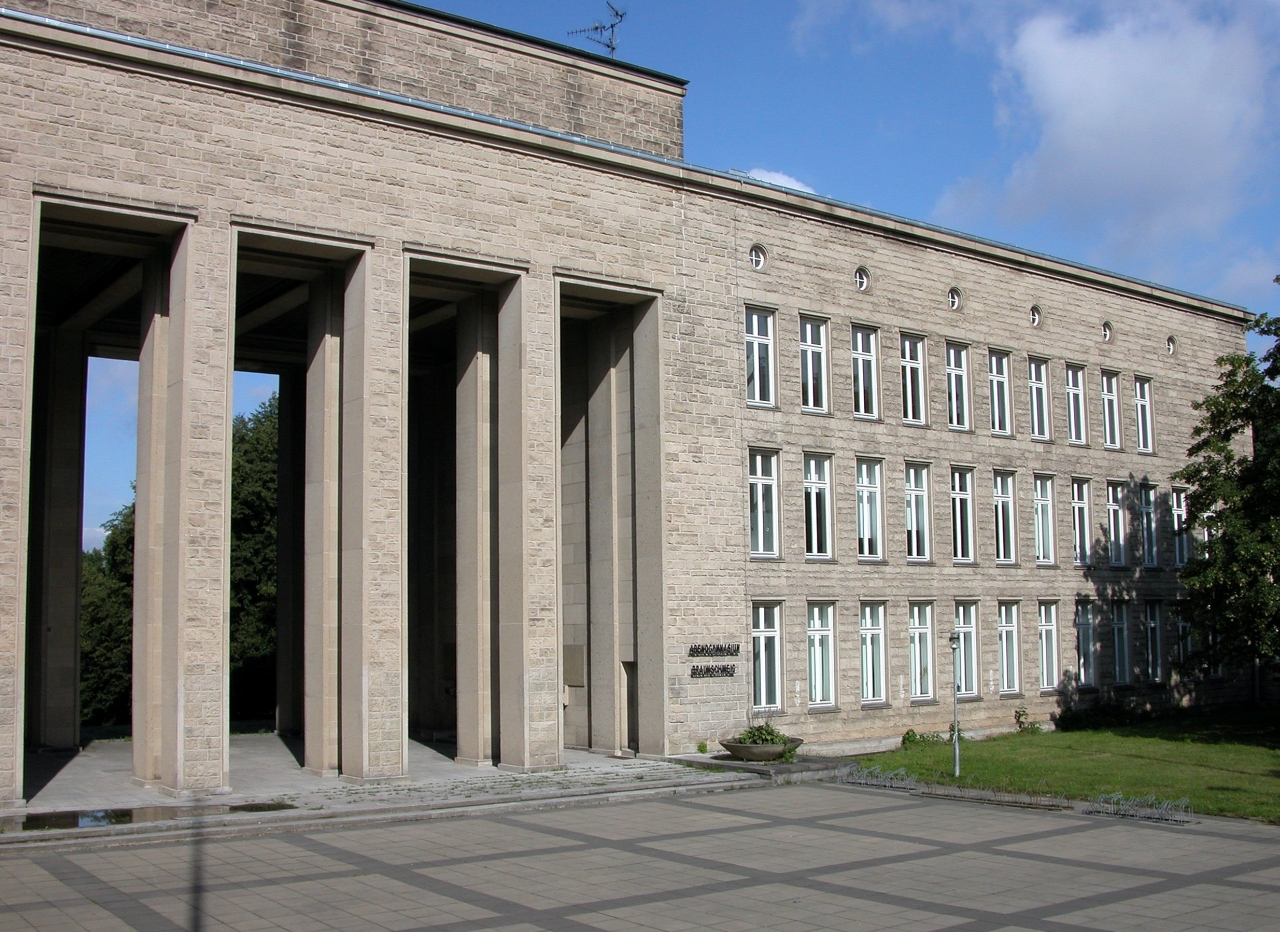
Akademie für Jugendführung

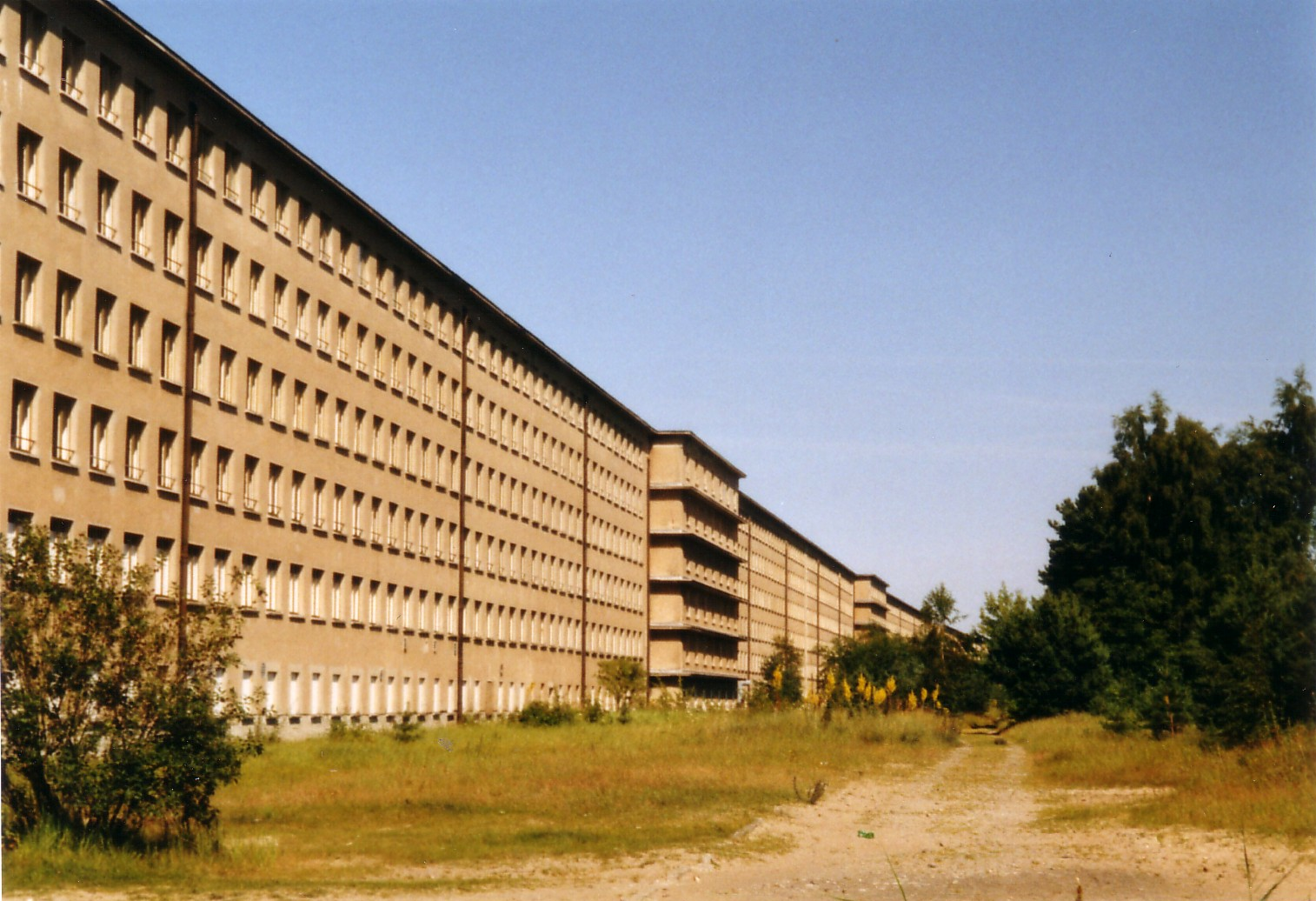
KdF-„Koloss“ von Prora

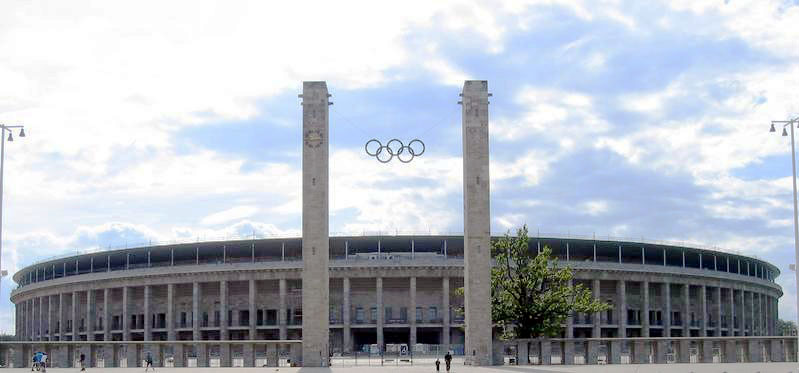
Olympiastadion Berlin

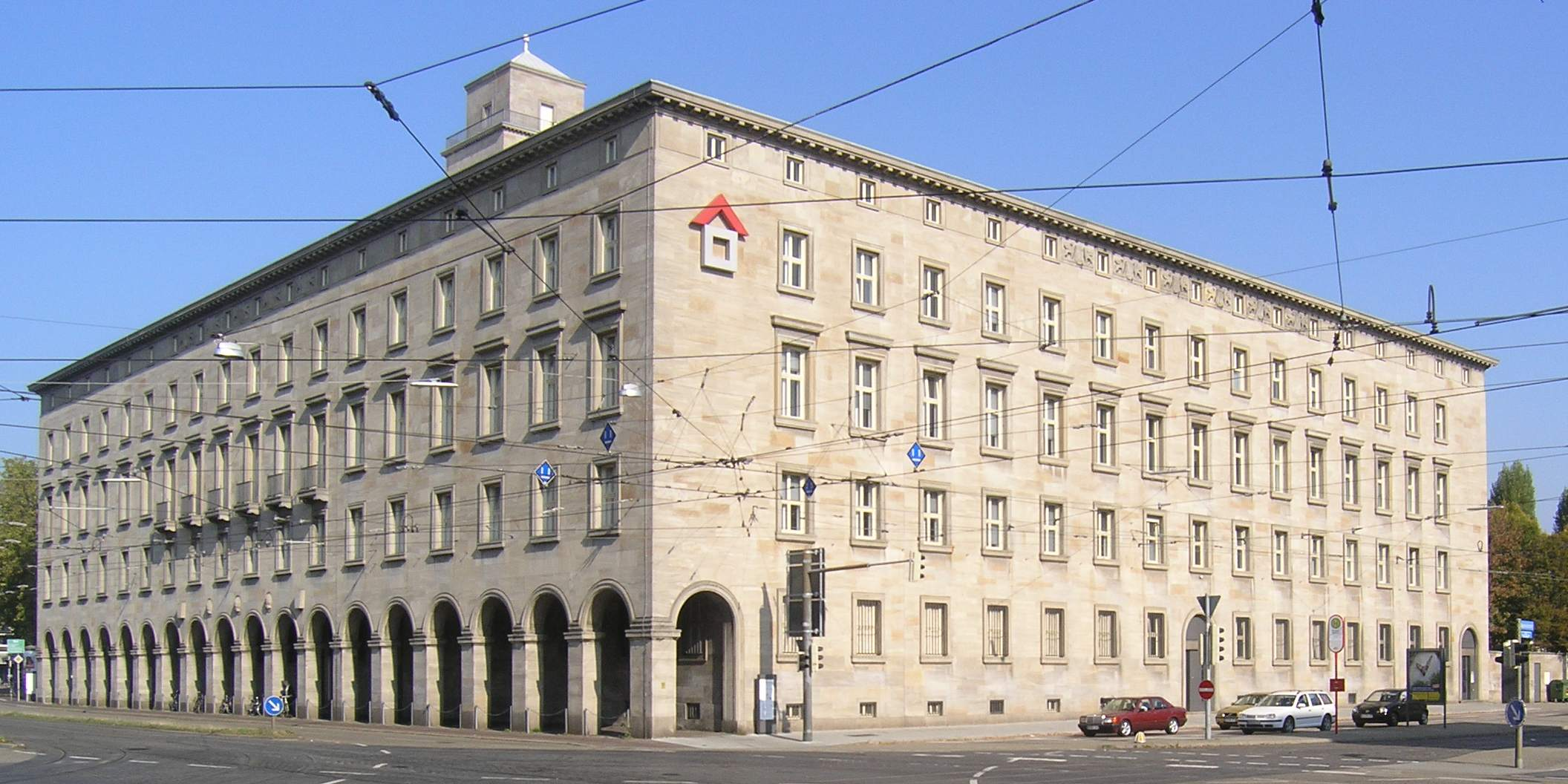
Verwaltungsgebäude der Reichspostdirektion bzw. Oberpostdirektion Karlsruhe

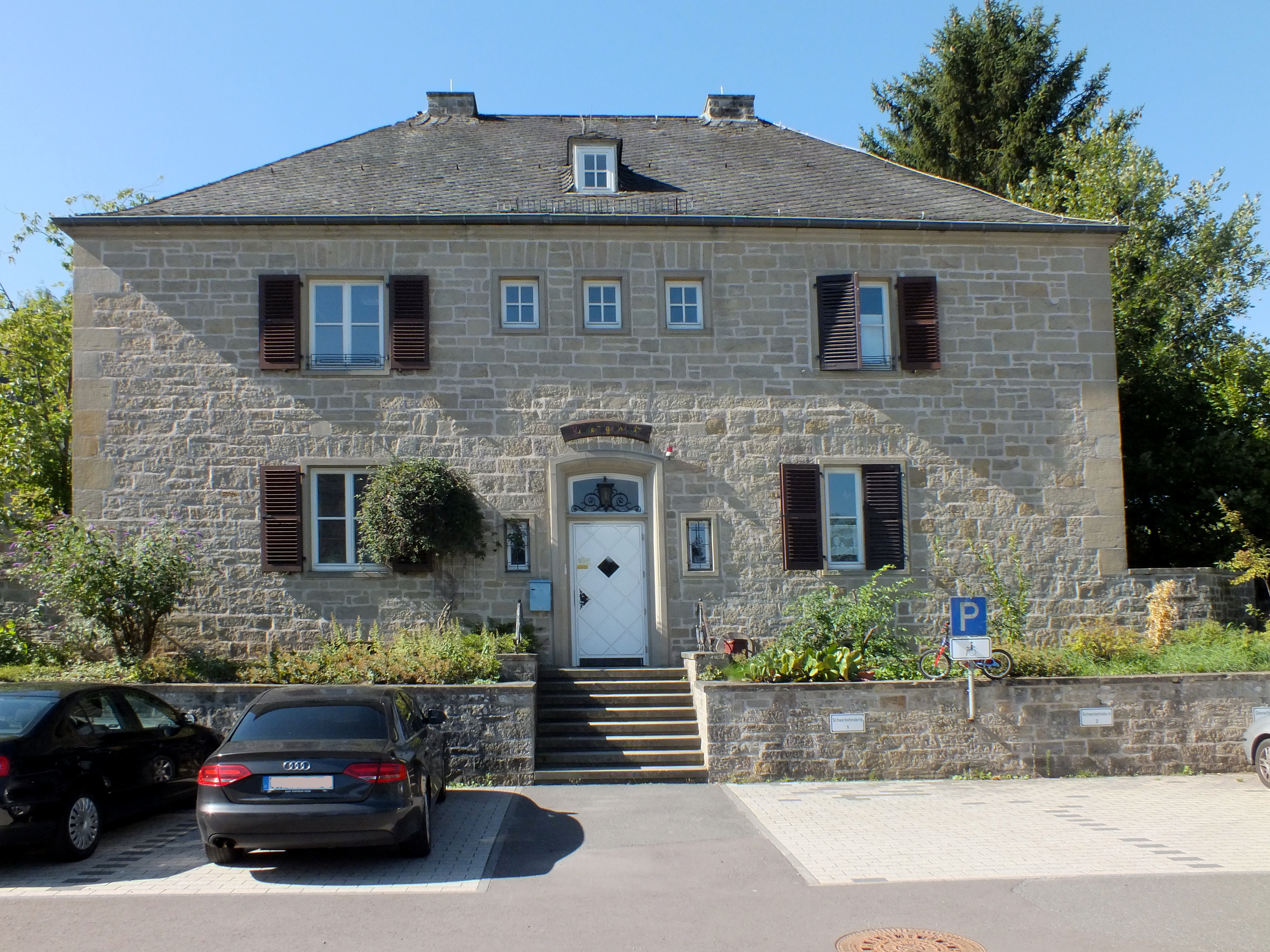
Ehemalige Direktorenvilla der Lehrerbildungsanstalt Trier

Nach dem Entstehungszeitraum geordnet:
- „Führerbau“ am Königsplatz in München (1933–1937 von Paul Ludwig Troost)
- Haus der Kunst in München (1933–1937 von Paul Ludwig Troost)
- Reichsparteitagsgelände in Nürnberg (1933–1938 von Albert Speer)
- NS-Ordensburg Sonthofen (1934 von Hermann Giesler)
- Olympiastadion (1934–1936 von Werner March) und „Reichssportfeld“ in Berlin
- SS-Junkerschule in Bad Tölz (1934 ursprünglicher Standort, 1936 Neubau auf der Flinthöhe)[3]
- Heeres- und Luftwaffennachrichtenschule in Halle (Saale) (1934–1937 von Ernst Sagebiel)
- Verwaltungsgebäude der Reichspostdirektion bzw. Oberpostdirektion Karlsruhe (1934–1938 von Hermann Billing)
- Sitz des Luftgaukommandos III (1934–1938 von Fritz Fuß), später US-Hauptquartier Berlin-Dahlem
- Umgestaltung des Dorfes Alt Rehse für den Hartmannbund zum Aufbau der Führerschule der Deutschen Ärzteschaft (Umbau ungefähr zwischen 1934 und 1939)
- Reichsbankgebäude in Berlin (1934–1940 von Heinrich Wolff), heute Teil des Auswärtigen Amtes
- NS-Ordensburg Vogelsang (ab 1934 von Clemens Klotz)
- Reichsluftfahrtministerium in Berlin (1935/1936 von Ernst Sagebiel), heute Bundesfinanzministerium
- Elisabeth-Gymnasium und BMW-Siedlung in Eisenach (1935–1938)
- Wohngebiet Südvorstadt in Pirna (1935–1938)
- Gebäude, Krematorium und Ehrenhof des Hauptfriedhofs Bochum (1935–1941 von Heinrich Timmermann und Wilhelm Seidensticker)[4]
- Kongresshalle auf dem Nürnberger Reichsparteitagsgelände (1935–1940,[5] unvollendet, von Ludwig und Franz Ruff), heute Dokumentationszentrum Reichsparteitagsgelände
- Saalebrücke Rudolphstein, Reichsautobahnbrücke (1936 von Fritz Limpert und Paul Bonatz)
- Dietrich-Eckart-Freilichtbühne (1936 von Werner March nach Plänen von Konrad Robert Heidenreich), heute Berliner Waldbühne
- Planungen für den Umbau Berlins zur „Welthauptstadt Germania“ seit 1936/1937 durch den Generalbauinspektor für die Reichshauptstadt
- Oberfinanzdirektion Hannover in Oldenburg[6] (1936–1937)
- Reichssiedlung Rudolf Heß in Pullach bei München (1936–1938 von Roderich Fick)
- Wehrkreisdienstgebäude in Kassel (1936–1938 von Ernst Wendel), heute Bundessozialgericht
- KdF-Seebad Prora auf der Insel Rügen (1936–1939, unvollendet, von Clemens Klotz)
- Flughafen Tempelhof in Berlin (1936–1941 von Ernst Sagebiel)
- Akademie für Jugendführung in Braunschweig (1937–1939 von Erich zu Putlitz)
- SS-Kaserne beim Nürnberger Reichsparteitagsgelände (1937–1940 von Franz Ruff), heute Bundesamt für Migration und Flüchtlinge
- Kreissparkasse in Schwäbisch Hall (1937–1941 von Eduard Krüger)
- Gauforum Weimar (1937–1945, unvollendet, von Hermann Giesler)
- Herz-Jesu-Kirche in Eschweiler (1938/1939)
- Neue Reichskanzlei in Berlin (1938/1939 von Albert Speer)
- Stadt und Werk des KdF-Wagens bei Fallersleben (1938–1941), ab Mai 1945 Wolfsburg und Volkswagenwerk
- Kraftwerk Marbach (Block I) (1938–1942)
- Lehrerbildungsanstalt Trier (1939/40), heute Altbauten des Standorts Schneidershof der Hochschule Trier
- Italienische Botschaft in Berlin (1939–1941 von Friedrich Hetzelt)
- Regierungspräsidium in Breslau (1939–1945 von Felix Bräuler, Erich Böddicker und Arthur Reck), heute Sitz des niederschlesischen Woiwodschaftsamtes
- Fortgeschrittener Ausbau des Posener Schlosses zur „Führerresidenz“ (1940–1944 von Franz Böhmer)
- Kasinogebäude am Marinehafen in Flensburg-Mürwik (1944)

## Städtebauliche Generalpläne
Auch in Generalplänen für die Städte Hamburg, Linz, München und Nürnberg sollte der Machtanspruch des NS-Regimes manifestiert werden. Hitler hatte 1940 durch persönliche Erlasse insgesamt 27 Städte zu Neugestaltungsstädten bestimmt.

### Berlin

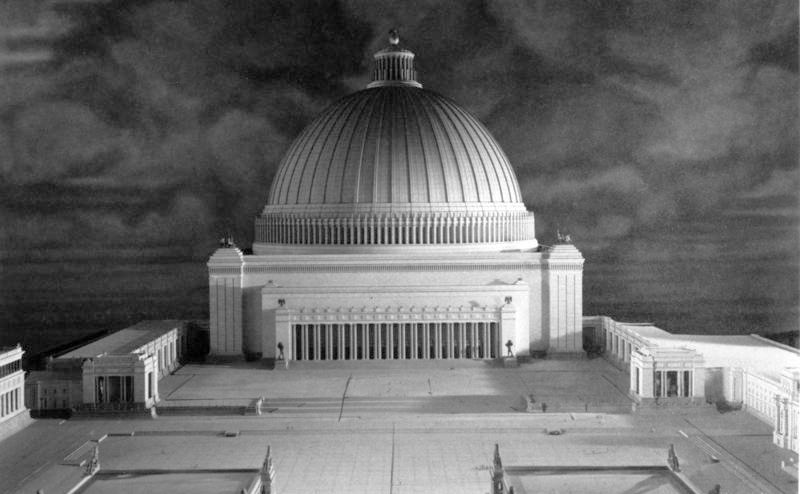
Ruhmeshalle auf dem Spreebogen, Gipsmodell von 1939

Große Teile, vor allem der südlichen Innenstadt Berlins, sollten ab den späten 1930er Jahren in eine „Reichshauptstadt Germania“ mit einer Nord-Süd-Prachtstraße mit dem Triumphbogen, dem großen Südbahnhof am Südende, der Ruhmeshalle und dem großen Nordbahnhof am Nordende, einer mittig kreuzenden Ost-West-Achse und weiteren besonders markanten Bauwerken umgestaltet werden.

### Nürnberg

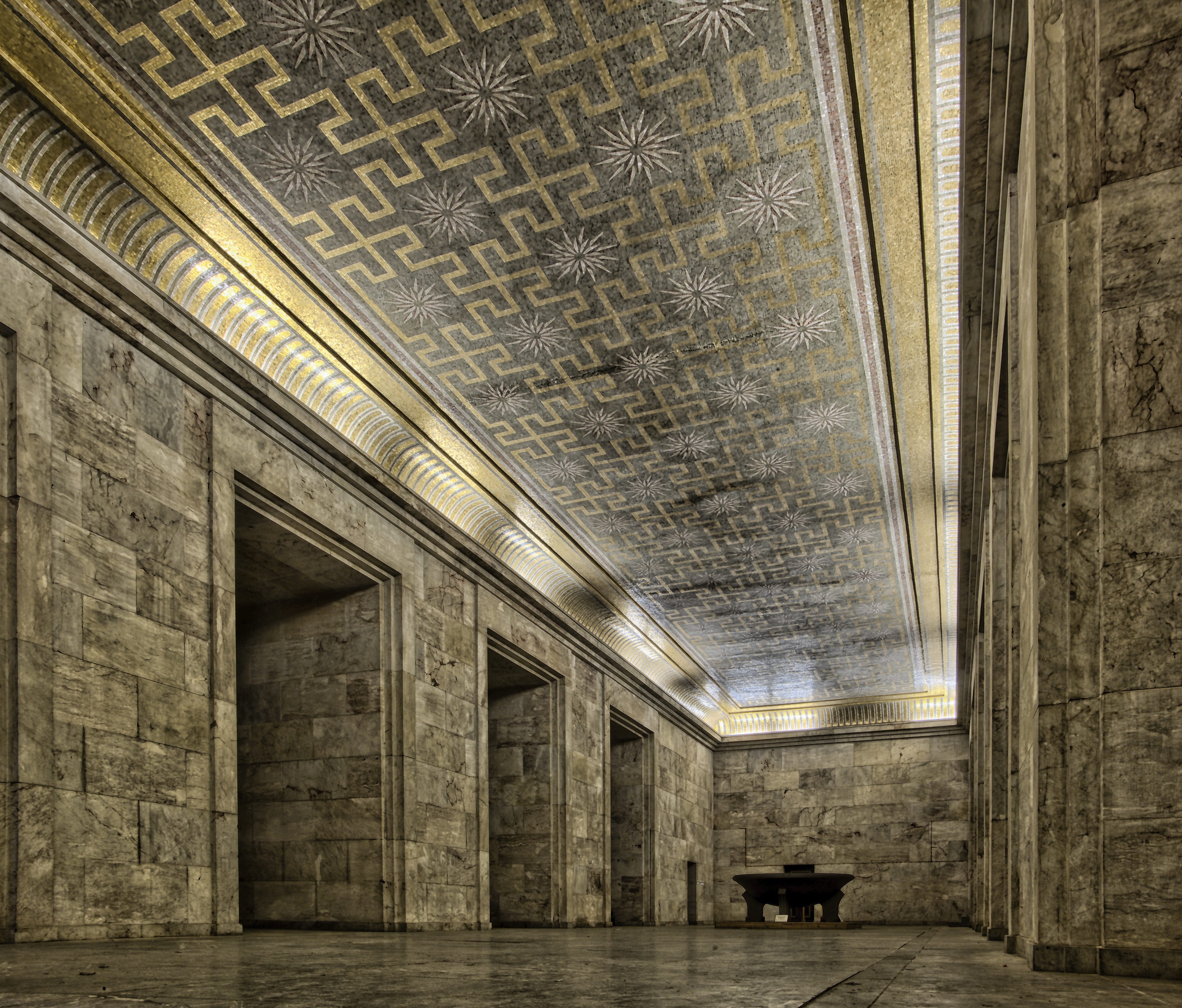
Goldener Saal in der Zeppelintribüne in Nürnberg

In Nürnberg sollte im teilweise fertiggestellten Reichsparteitagsgelände unter anderem das Deutsche Stadion entstehen, in dem Kampfspiele, eine Art Olympische Spiele der Nationalsozialisten, stattfinden sollten. Geplant war ein Stadion für 400.000 Menschen. Hitler sagte über dieses Stadion: „Im Jahre 1940 werden die Olympischen Spiele noch einmal in Tokio sein, aber dann für immer in diesem Stadion.“ Außerdem waren in Nürnberg für die Reichsparteitage gigantische Aufmarschfelder für Divisionen der Wehrmacht, der Leibstandarte SS Adolf Hitler und der Hitler-Jugend geplant. Hitler plante, dort gigantische Paraden abzunehmen.

### München

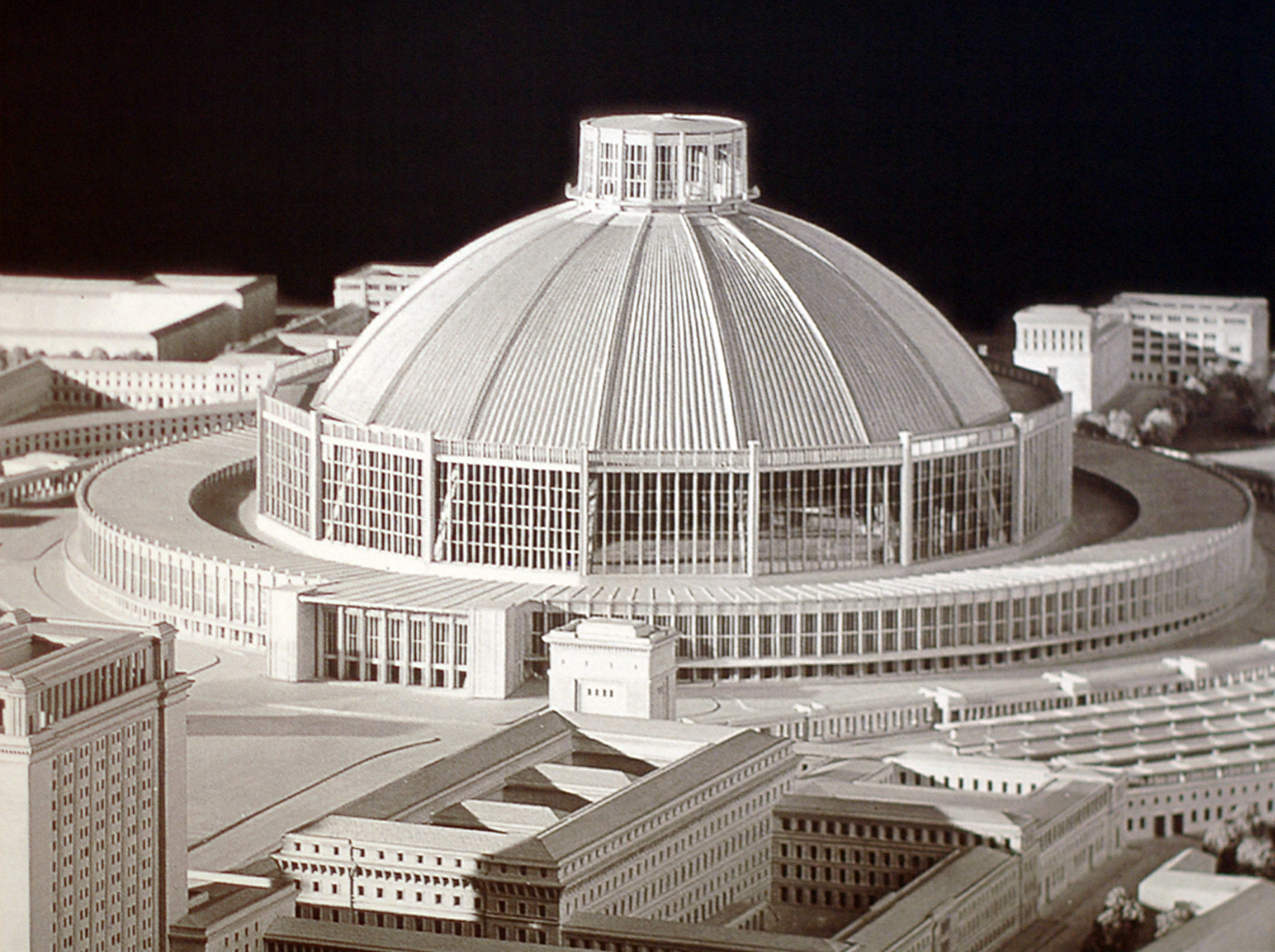
Modell des geplanten Münchner Bahnhofs

Für München war geplant, auf dem Gelände des Hauptbahnhofs ein 214,5 Meter hohes Denkmal zu errichten, das an den Hitlerputsch im November 1923 erinnern sollte. Außerdem sollte in München ein über einen Kilometer langer Bahnhof für die Breitspurbahn gebaut werden. Für dieses Bauvorhaben wären mehrere Straßen und die umliegenden Häuserzeilen eingeebnet und verwendet worden. Die Breitspurbahn sollte Berlin mit anderen Städten und den eroberten Ostgebieten verbinden.
München sollte außerdem eine Art Hauptstadt der deutschen Kunst werden; hierfür waren neben dem bereits fertiggestellten „Haus der deutschen Kunst“ weitere Museen geplant. Beauftragter Architekt war Paul Ludwig Troost.

### Hamburg
Für Hamburg als „Hauptstadt der deutschen Schiffahrt“ war eine gigantische Hängebrücke über die Elbe geplant. Sie sollte westlich von Hamburg-Altona entstehen, weil Hamburg wieder eine Art Welthandelszentrum werden sollte, in dem Waren bzw. Rohstoffe aus den deutschen Kolonien in Übersee eintrafen, die England an Deutschland zurückgeben sollte, nachdem diese aufgrund des Versailler Vertrages abgegeben werden mussten. Hier sollte man die neue deutsche Größe und Stärke sehen können. Diese Brücke sollte die Golden Gate Bridge in San Francisco übertreffen. Es wäre die größte Hängebrücke der Welt geworden. Fritz Todt entwarf 1937, im Eröffnungsjahr der Golden Gate Bridge, die neue Hängebrücke. Es stellte sich aber heraus, dass wegen des Untergrundes die freitragende Fläche zwischen den Pfeilern nicht länger als die Golden Gate Bridge werden konnte. Die Pylonen hätten sich in einem Sandaufschwemmgebiet nicht derart verankern lassen. Mit 700 Metern Länge und einer Pfeilerhöhe von 150 Metern hätte diese ihr Vorbild nicht in den Schatten stellen können. Daher sollte sie zumindest, nach Hitlers Vorgaben, eine größere Fahrbahnoberfläche haben. Da die Brücke weit aus dem Zentrum Hamburgs verlegt worden war – nur hier weitete sich der Elbstrom, um eine solche Länge überhaupt möglich zu machen – mussten auch die Verkehrsströme umgelegt werden. Zwischen 1938 und 1944 arbeitete Architekt Konstanty Gutschow die Neubauten nebst neuen Verkehrswegen aus. Dies hätte Hamburg ein völlig neues Aussehen verliehen. Auf dem rechten Elbufer wurde im Maßstab 1:10 das Modell eines Brückenpfeilers errichtet. Außerdem war ein 250 Meter hohes Hochhaus der NSDAP vorgesehen. Da die Nationalsozialisten planten, alle Bauten aus dem Altertum in den Schatten zu stellen, war für Hamburg außerdem ein neuer größerer Hafen geplant, an dem die Kreuzfahrtschiffe der Kraft durch Freude anlegen sollten. Beauftragter Architekt in Hamburg war ebenfalls Konstanty Gutschow, der auch bereits für die neu geplante Autobahn Hamburg – Berlin die Trasse und die Brücken geplant hatte (Zum Teil wurden diese gemauerten Brücken auch bereits bis zum Beginn des Zweiten Weltkriegs ausgeführt). Nach dem Krieg war Gutschow im Krankenhausbau tätig (z. B. Krankenhaus auf Helgoland und Medizinische Hochschule Hannover).

### Linz

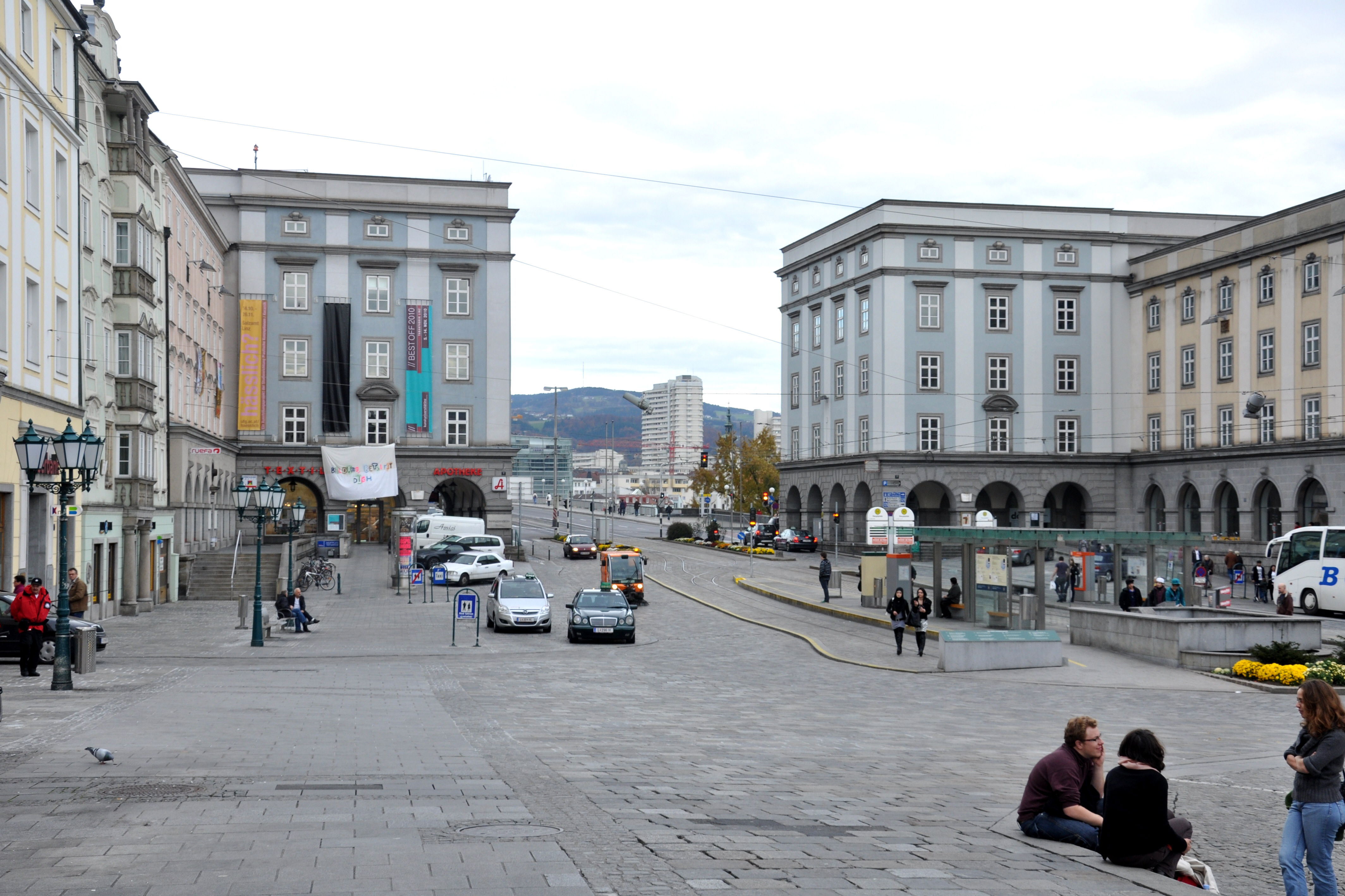
Die beiden Brückenkopfgebäude vom Hauptplatz in Richtung Nibelungenbrücke gesehen, Linz, Österreich

Da Hitler in Oberösterreich geboren worden war und während seiner Schulzeit in der Landeshauptstadt Linz durch den Einfluss Georg von Schönerers und die Musik Richard Wagners eine besondere Bedeutung für seine spätere politische Laufbahn zusprach, spielte der Reichsgau Oberdonau als „Heimatgau des Führers“ in der NS-Ideologie, -Propaganda und -Politik eine wichtige Rolle. Um den Ansprüchen einer Führerstadt und Lieblingsstadt Hitlers zu entsprechen, sollte Linz als „Patenstadt des Führers“ neben den Funktionen als Industrie- und Handelsstadt auch Kunststadt, Hochschulstadt, Stätte ideologischer Erziehung, Fremdenverkehrsstadt und Verwaltungsstadt werden.
Hitler wollte in Linz seinen Lebensabend verbringen. Deshalb plante er, dort einen großen Alterssitz errichten zu lassen und das „Führermuseum“, die größte Kunst- und Gemäldegalerie der Welt. Linz sollte so zum kulturellen Mittelpunkt Europas werden – ein „Deutsches Budapest“ an der Donau, denn es wäre ja „eine unverzeihliche Parodie, wenn die Nachfahren Attilas und seiner Hunnen die schönste Stadt am Nibelungenstrom besäßen“ (Zitat Hitler, nach dem Buch Wenn Hitler den Krieg gewonnen hätte von Ralph Giordano). Die Sammlung sollte aus im In- und Ausland beschlagnahmten und angekauften Gemälden bestehen. Zur Beschaffung diente seit 21. Juni 1939 der Sonderauftrag Linz. Hitler ernannte an diesem Tag Hans Posse, den Direktor der Dresdner Gemäldegalerie, zum „Sonderbeauftragten“ für das geplante „Führermuseum“ in Linz. Der Ausbau stockte wegen des Krieges. Wegen näherkommender Luftangriffe wurden die Kunstwerke Ende 1943 im Salzbergwerk Altaussee eingelagert.
Weitere Planungen für den Ausbau von Linz als „Führerstadt“ sahen eine Prachtstraße „Zu den Lauben“ mit Gemäldegalerien, Museen und einem Schauspielhaus in Monumentalarchitektur vor und am nordöstlichen Ende ein „Hitlerzentrum“, an dem mit gewaltiger Säulenfront die Galerie stehen sollte. Vorgesehen waren
- Monumentalverbauung der beiden Donauufer als politisches und Verwaltungszentrum (siehe auch Nibelungenbrücke, Brückenkopfgebäude)
- Verlegung der Westbahnstrecke nach Süden und Neubau des Personenbahnhofs, um Platz für die Prachtstraße zu schaffen
- Knotenpunkt der Reichsautobahn
- Neubau des Hafens
- Errichtung zweier weiterer Donaubrücken
- Ausbau der Reichswerke Hermann Göring und der Stickstoffwerke
- Realisierung eines großangelegten Wohnbauprogramms für die Industriearbeiterschaft (siehe auch Hitlerbauten)

Wie andere Konzentrationslager auch wurden neue Lager wie das KZ Mauthausen in der Nähe von Steinbrüchen angelegt, weil Natursteine für die repräsentativen Bauten in großen Mengen benötigt wurden. Einige Außenlager des KZ Mauthausen wurden auf Linzer Stadtgebiet angelegt. Die Rahmenplanung blieb bis Kriegsende aufrecht, wurde aber mehrmals umgeplant. Grund dafür waren die divergierenden Konzeptionen der Bauinstanzen bzw. die Bestrebungen der Architekten, sich zu profilieren. Wenige Bauten wurden verwirklicht, wie zum Beispiel der Ausbau am Hauptplatzeingang am südlichen Donauufer. Eines der letzten Fotos von Hitler zeigt ihn im Führerbunker in Berlin vor einem Modell von Linz.
Alle Bauten sollten bis zur großen für das Jahr 1955 geplanten Siegesfeier fertiggestellt sein.

### Dresden
Fertiggestellt wurden die Tribünen am Elbufer Dresdens, die vor der Kulisse der barocken Altstadt für Massenkundgebungen gebaut wurden. Bis heute erhalten ist auch das Gebäude des Luftgaukommandos Dresden des Architekten Wilhelm Kreis. Ebenfalls deutlich erkennbar hat sich das NS-Regime im Stadtgrundriss über den Bau des Flughafens und der Reichsluftkriegsschule in Klotzsche sowie den Ausbau der Kasernenanlagen in der Albertstadt, Übigau und Nickern verewigt. Für den Bau der Autobahn 4 wurde der Dorfkern von Kemnitz zerstört.
Für Dresden wurde unter anderem eine Variante der Waldschlößchenbrücke geplant. Weitere Planungen waren die monumentale Ausgestaltung einer Achse vom Großen Garten über das Hygiene-Museum (Architekt: Wilhelm Kreis) bis zum Neuen Rathaus als Bestandteil des „Gauforums Dresden“, das auf den Güntzwiesen entstehen sollte.

## Bedeutende Architekten
- Hermann Bartels
- Paul Otto August Baumgarten
- Peter Behrens
- German Bestelmeyer
- Paul Bonatz
- Woldemar Brinkmann
- Walter Brugmann
- Karl Elkart
- Richard Ermisch
- Roderich Fick
- Theodor Fischer
- Paul Fliether
- Leonhard Gall
- Hermann Giesler
- Wilhelm Grebe
- Friedrich Hetzelt
- Fritz Höger
- Eugen Hönig
- Clemens Klotz
- Wilhelm Kreis
- Werner March
- Konrad Nonn
- Herbert Rimpl
- Franz Ruff
- Ludwig Ruff
- Ernst Sagebiel
- Paul Schmitthenner
- Julius Schulte-Frohlinde
- Paul Schultze-Naumburg
- Alexander von Senger
- Albert Speer
- Friedrich Tamms
- Heinrich Tessenow
- Paul Ludwig Troost
- Rudolf Wolters
- Josef Zizler
- Karl Kohlbecker
- Egon Eiermann
- Erich Schelling
- Hermann Alker

## Darstellungen

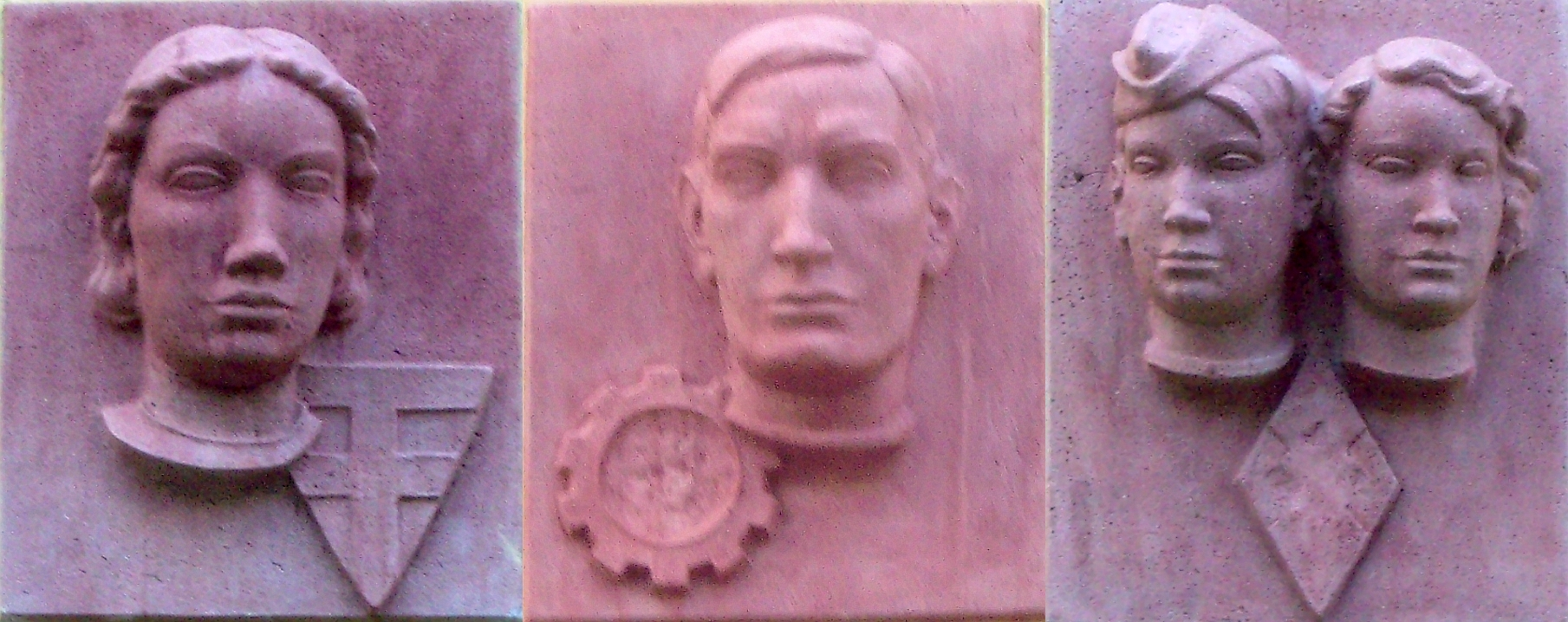
Relief-Zusammenstellung aus Augsburg-Hochfeld: Die Hakenkreuze wurden aus den Symbolen der NS-Frauenschaft, der Deutschen Arbeitsfront und der Hitlerjugend herausgemeißelt

Häufig wurden nationalsozialistische Ideale über Bemalungen oder Reliefs an den in der Zeit errichteten Gebäuden dargestellt. Die unten abgebildeten Sgraffiti gestaltete Alfred Wegwerth für eine Arbeitersiedlung in Ilmenau (Thüringen), in der Ende der 1930er Jahre vier Häuser für Fabrikarbeiter errichtet wurden. Ursprünglich waren in den Bildern auch nationalsozialistische Symbole wie z. B. das Hakenkreuz enthalten. Diese wurden nach 1945 getilgt. In den rechts abgebildeten Türsturz-Reliefs blieben die Symbole der NS-Organisationen erhalten, lediglich die Hakenkreuze wurden herausgemeißelt.
Zu DDR-Zeiten war auf dem ersten Bild der Mann ebenfalls getilgt, da dort ursprünglich ein Soldat der Wehrmacht dargestellt war. Als die Wandbilder 2003 restauriert wurden, ergänzte man wieder einen Mann, jedoch in einer etwas abgeänderten Form. Die Bilder stellen allesamt typische Motive für nationalsozialistische Kunst dar (Familie, Aufbau, Arbeit).

Wandgestaltung in der Schlachthofstraße, Ilmenau
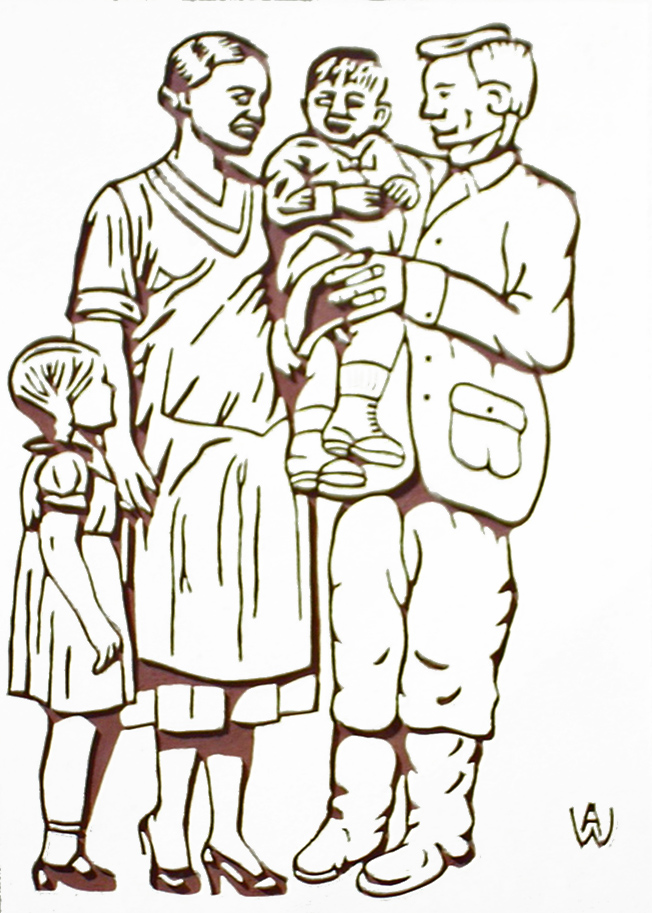
Familie mit Kindern
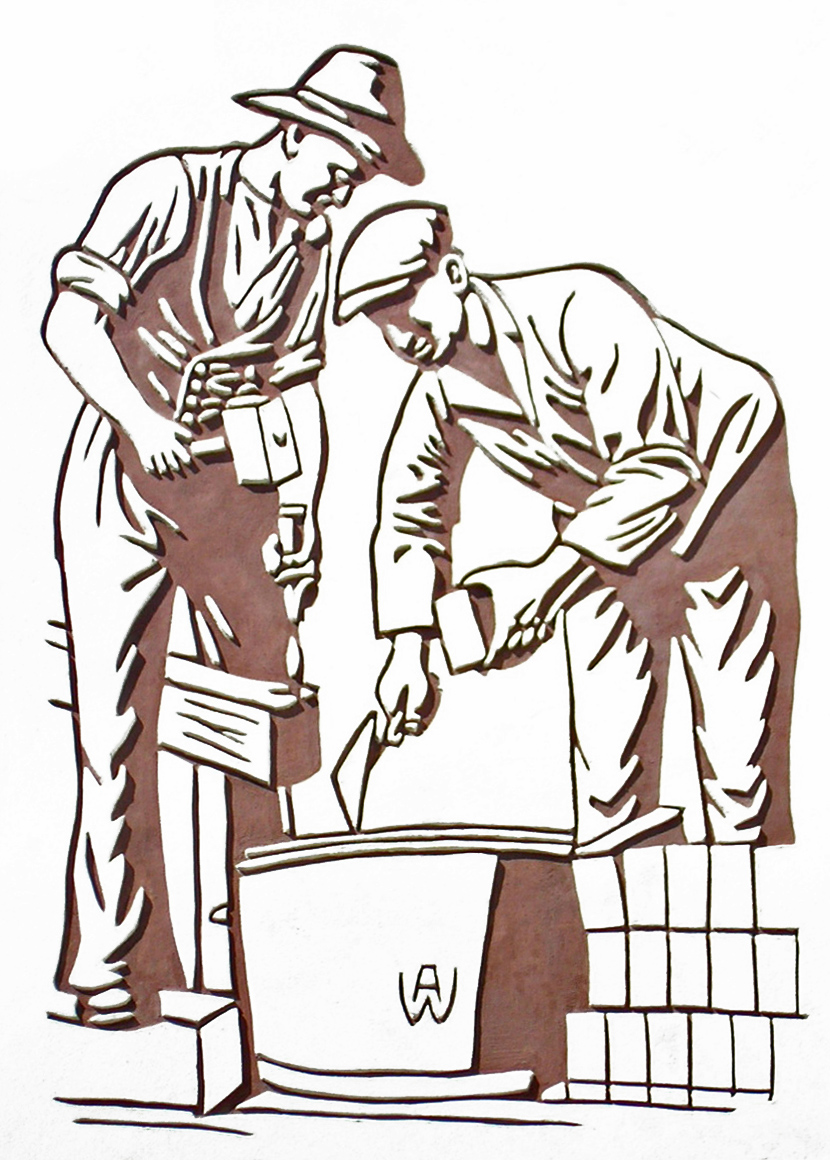
Maurer und Zimmermann
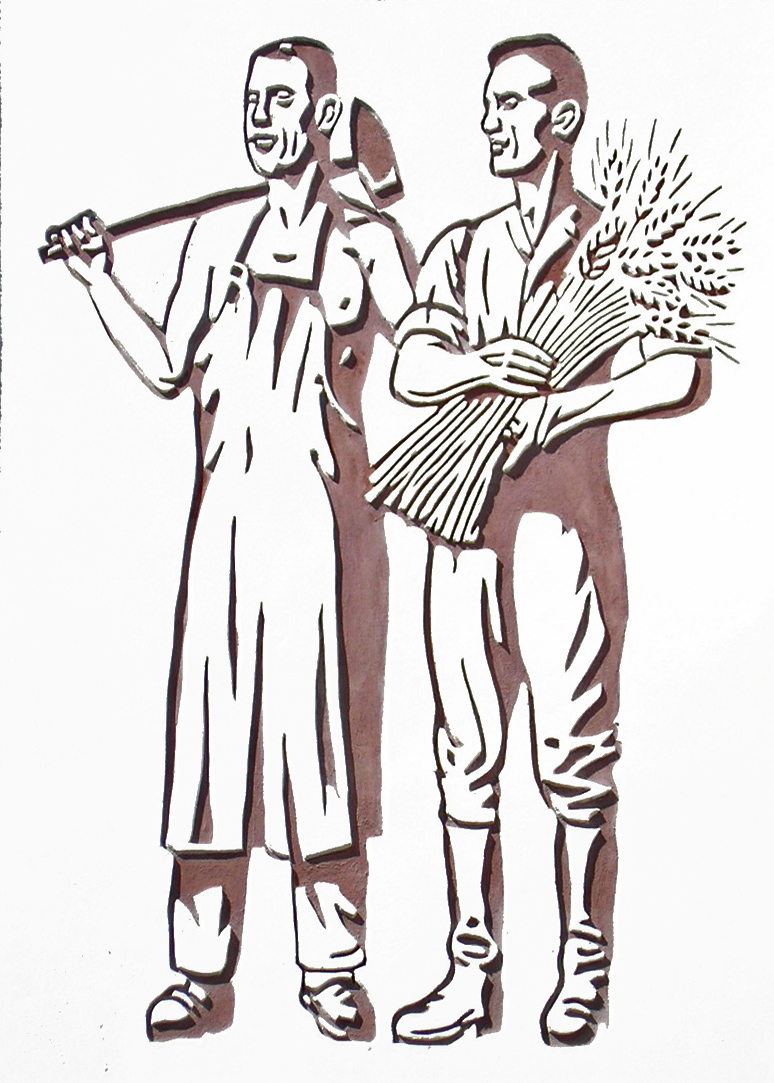
Schmied und Bauer
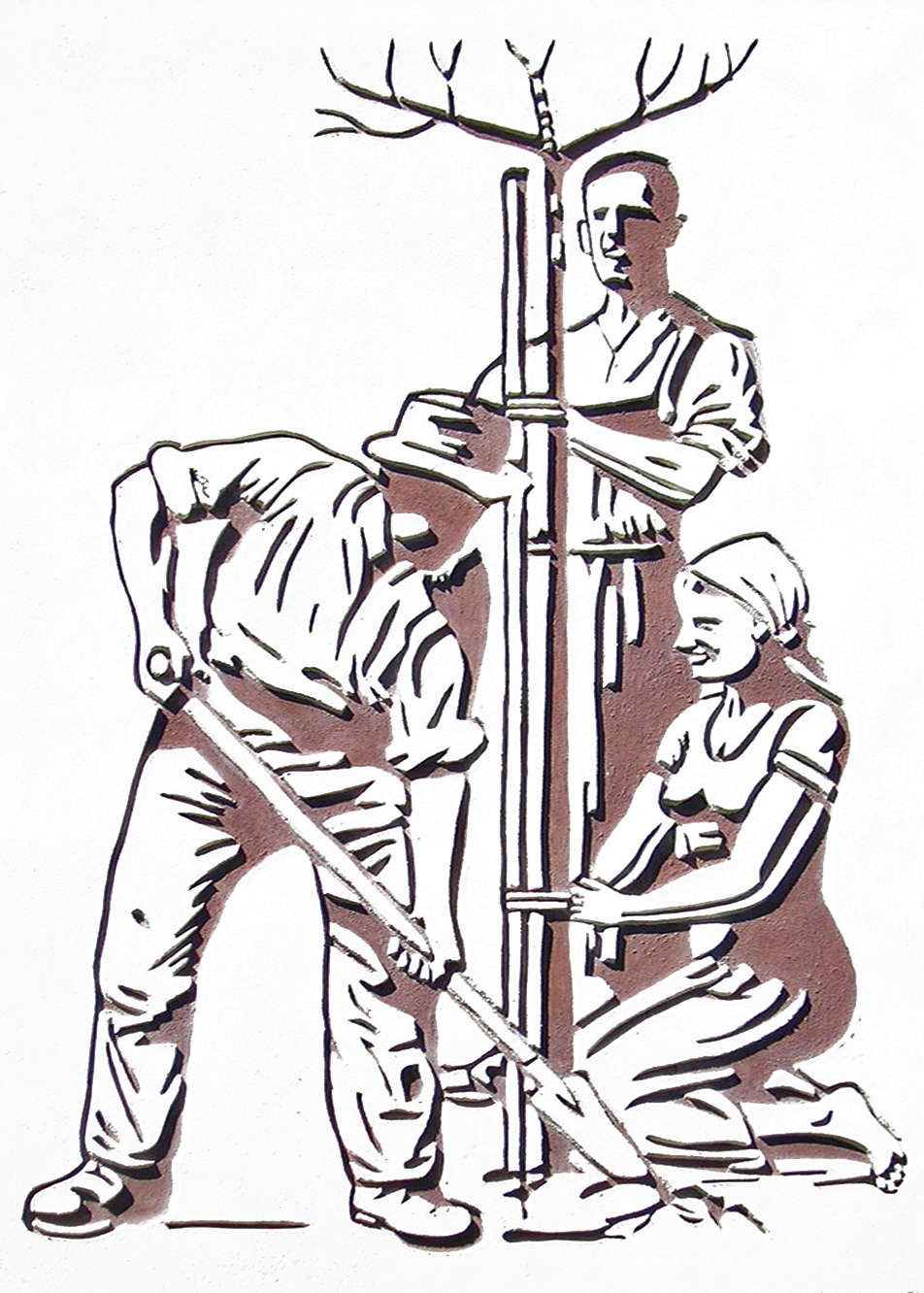
Gartenbau